# UAE Team Emirates-XRG
UAE Team Emirates-XRG ist ein Radsportteam, das unter der Lizenz der Vereinigten Arabischen Emirate fährt. Der Sitz der Mannschaft ist im schweizerischen Lugano. Vor dem Einstieg des derzeitigen Hauptsponsors 2017 war das Team als Lampre-Mannschaft bekannt und fuhr unter italienischer Lizenz.
Zu den größten Erfolgen der Mannschaft gehören vier Tour-de-France-Gesamtwertungssiege durch Tadej Pogačar in den Jahren 2020, 2021, 2024 und 2025. Zudem lag die Mannschaft am Ende der Saison 2023 an der Spitze des UCI-Team-Rankings.
Weiterhin erzielte die Mannschaft bereits Gesamtsiege beim Giro d’Italia (2011, 2024). Mit Lüttich–Bastogne–Lüttich (2021, 2024), der Flandern-Rundfahrt (2007, 2023) und der Lombardei-Rundfahrt (2007, 2008, 2021, 2022, 2023, 2024) stellte das Team bereits zehn Sieger bei den fünf Monumenten des Radsports.

## Organisation
Der Lizenzträger der UAE Team Emirates-XRG Mannschaft ist die Schweizer CGS Cycling Team AG. Als CEO fungiert der Schweizer Mauro Gianetti, der im Jahr 2019 die Leitung als Direktor übernahm. Seit dem Jahr 2017 ist die Mannschaft in den Vereinigten Arabischen Emiraten registriert, nachdem sie zunächst unter dem langjährigen Hauptsponsor Lampre unter italienischer Flagge fuhr. Gegründet wurde die Mannschaft im Jahr 2005 durch die Fusion der beiden italienischen Teams Lampre und Saeco, wobei Giuseppe Saronni bis ins Jahr 2019 als Teamchef fungierte. Neben Mauro Gianetti befinden sich mit Matar Suhail Al Yabhouni Al Dhaheri und Ram Chandra zwei weitere Personen im Verwaltungsrat. Matar Suhail Al Yabhouni Al Dhaheri nimmt dabei die Funktion des Präsidenten ein. Giuseppe Saronni ist in der Mannschaft weiterhin als Berater tätig. Neben seiner Rolle als CEO der CGS Cycling Team AG ist Mauro Gianetti auch als Teamchef tätig, die sportliche Leitung übernimmt der Spanier Joxeán Fernández Matxín. (Stand 2024)
Als Hauptsponsor dient der Staat der Vereinigten Arabischen Emiraten sowie die nationale Fluggesellschaft Emirates. Seit Beginn der Saison 2025 tritt als weiterer Namenssponsor das Energie-Investmentunternehmen XRG auf. Das Budget der Mannschaft wurde im Jahr 2024 auf rund 60 Millionen Euro geschätzt.
Neben dem Männerteam verfügt die Mannschaft seit dem Jahr 2022 mit dem UAE Team ADQ über ein Frauenteam, wobei hier mit ADQ der drittgrößte Staatsfonds der Vereinigten Arabischen Emirate als Sponsor dient. Sowohl das Männer- als auch das Frauenteam sind mit eigenen Nachwuchsmannschaften ausgestattet, die die Namen UAE Team Emirates Gen Z und UAE Development Team tragen.

## Geschichte

### Lampre (2005–2012)

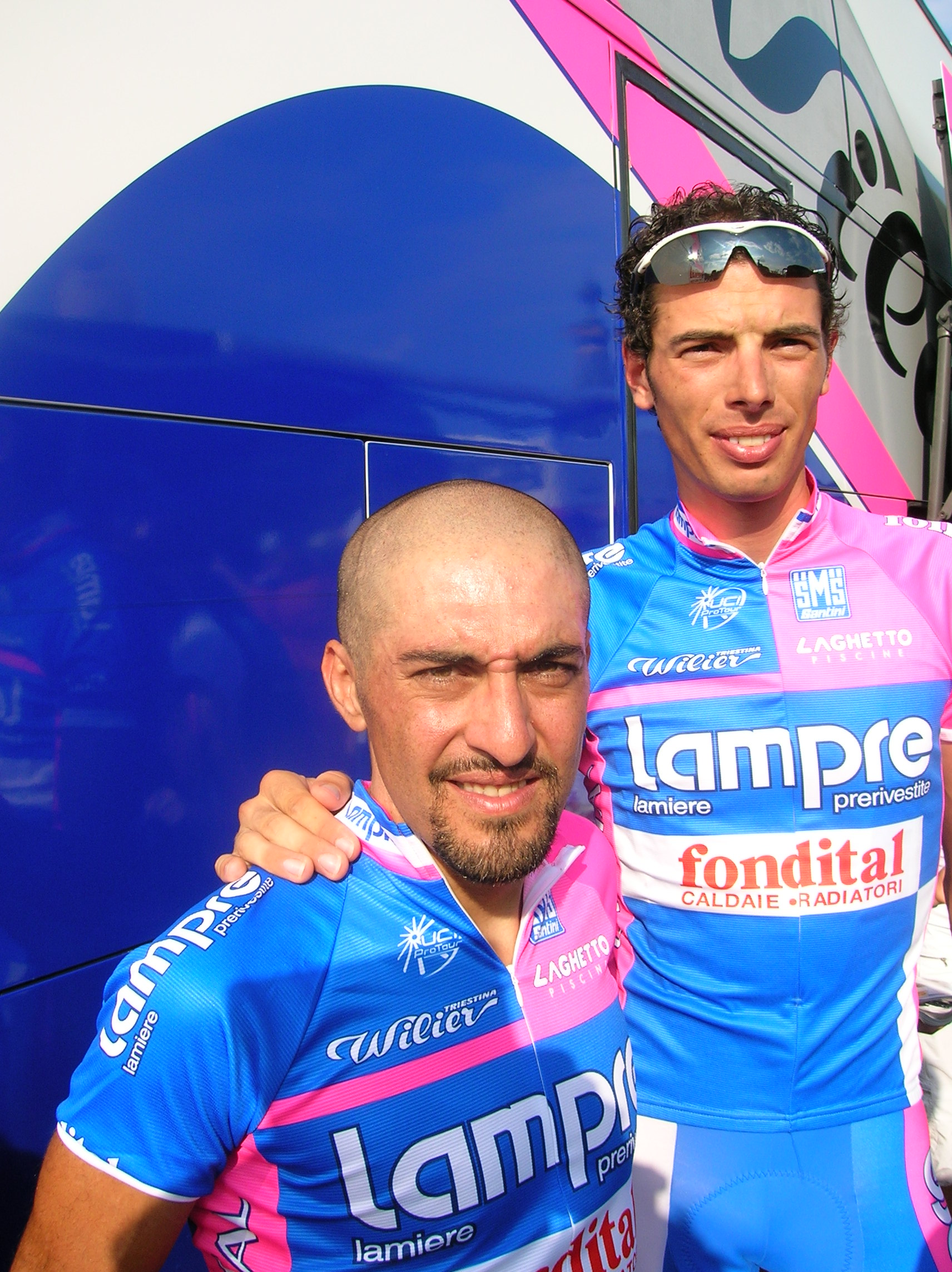
Trotz der Fusion mit Saeco behielt die neugegründete Mannschaft die Farben des Lampre Teams

Die Mannschaft entstand im Jahr 2005 nach der Fusion der beiden italienischen Teams Lampre und Saeco im Bestreben eine Lizenz für die neugegründete UCI ProTour zu lukrieren. Der erste Lizenzträger war die Bici Club Azzurro Srl. Das Team ging in seiner ersten Saison unter dem Namen Lampre-Caffita an den Start, wobei mit Giuseppe Saronni und Claudio Corti, die beiden Teamchefs der Vorgänger-Mannschaften die Leitung übernahmen. Letzterer verließ die Mannschaft jedoch am Ende der Saison. 17 der 28 Fahrer wurden vom Saeco übernommen, während nur sieben Fahrer vom Lampre-Team ihre Karriere bei der italienischen Mannschaft fortsetzten. Mit Damiano Cunego und Gilberto Simoni sicherte sich das Lampre-Caffita Team zwei Gesamtsieger, des Giro d’Italia, wobei Letzterer auf der 5. Etappe von Paris–Nizza für den ersten Erfolg des Teams sorgte. Weitere bekannte Fahrer waren der damals 24-jährige Alessandro Ballan und der aufstrebende Sprinter Daniele Bennati. Mit insgesamt 16 Siegen belegte die Lampre-Caffita Mannschaft in ihrer ersten Saison jedoch nur den 16. Platz der 20 UCI ProTeams. Für die beiden Höhepunkte sorgte Gilberto Simoni der den Giro d’Italia und die Lombardei-Rundfahrt als Zweiter beendete.
Nach nur einem Jahr erhielt die Mannschaft einen neuen Sponsor und fuhr nun unter dem Namen Lampre-Fondital. Gilberto Simoni verließ die Mannschaft nach der ersten Saison, womit Damiano Cunego zum alleinigen Kapitän bei den großen Landesrundfahrten aufstieg. Als Vierter verpasste er jedoch einen Podiumsplatz beim Giro d’Italia, ehe er die Tour de France knapp außerhalb der Top 10 beendete. Für Aufsehen sorgte der junge Alessandro Ballan, der nach Rang fünf bei der Flandern-Rundfahrt als Dritter auf dem Podium von Paris–Roubaix stand und sich so als Kapitän bei den Klassikern etablierte. Daniele Bennati und der neu hinzugekommene Danilo Napolitano sorgten für zahlreiche weitere Erfolge, wobei die Mannschaft 20 ihrer 28 Erfolge in Italien feierte. Im Jahr 2007 folgten die ersten größeren Erfolge im Frühjahr. Alessoandro Ballan gewann mit der Flandern-Rundfahrt, ein Monument des Radsports, ehe Damiano Cunego im Herbst bei der Lombardei-Rundfahrt erfolgreich war. Danilo Napolitano und Marzio Bruseghin sicherten sich jeweils einen Etappensieg beim Giro d’Italia, bevor Daniele Bennati für die ersten Etappensiege bei der Tour de France sorgte. Der Italiener setzte sich beide Male im Massensprint durch, wobei er auch den abschließenden Sprint auf der Champs Élysées für sich entschied. Nach der Saison wechselte er jedoch zum Liquigas Team.

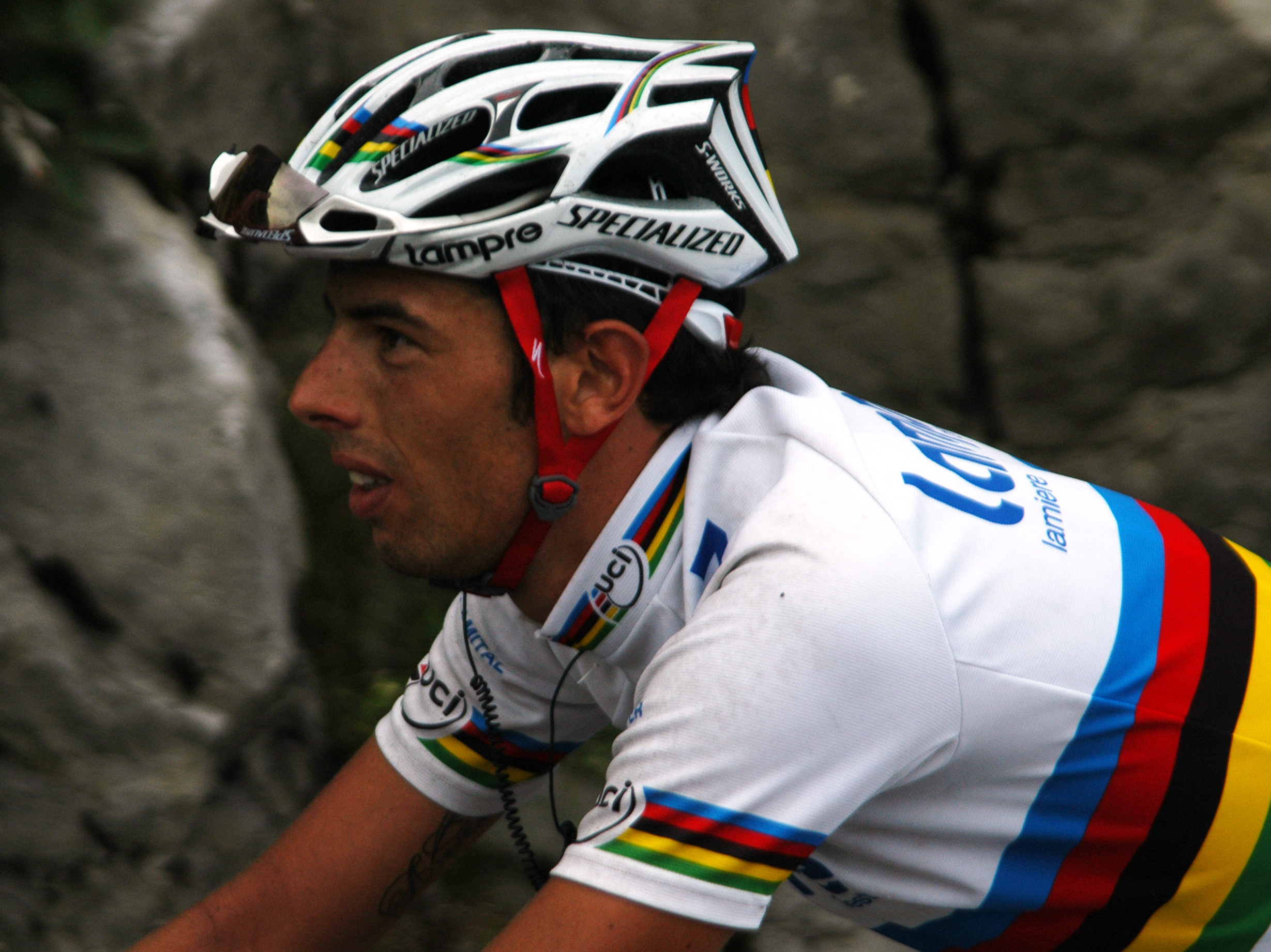
Alessandro Ballan im Regenbogentrikot des Weltmeisters (2009)

Im Jahr 2008 ging die italienische Mannschaft nur unter dem Namen Lampre an den Start. Damiano Cunego konnte bei den Grand Tours nicht an seine früheren Leistungen anschließen und gab sowohl die Tour de France als auch die Vuelta a España auf. Dennoch konnte die Mannschaft durch Marzio Bruseghin einen Grand Tour-Podestplatz fixeren. Nachdem Damiano Cunego am im Frühjahr das Amstel Gold Race gewonnen hatte, wiederholte er am Ende der Saison seinen Triumph bei der Lombardei-Rundfahrt. Bei den Straßenradsport-Weltmeisterschaften im italienischen Varese musste er sich nur seinem Teamkollegen Alessoandro Ballan geschlagen geben, der im Alter von 28 Jahren seinen größten Sieg feierte.
In der Saison 2009 ging die italienische Mannschaft in ihrer fünften Saison unter dem Namen Lampre-NGC an den Start. Im März wurde bei Alessandro Ballan das Cytomegalovirus nachgewiesen, womit er die Frühjahresklassiker verpasste. Nachdem er die Tour de France absolviert hatte, erzielte er seinen einzigen größeren Erfolg im Regenbogentrikot bei der Polen-Rundfahrt, wo er die Gesamtwertung für sich entscheiden konnte. Damiano Cunego gewann zwei Etappen bei der Vuelta a España, konnte beim Giro d’Italia als 15. jedoch nicht überzeugen. Am Ende der Saison verließen mit Alessandro Ballan und Marzio Bruseghin zwei Leistungsträger die italienische Mannschaft.

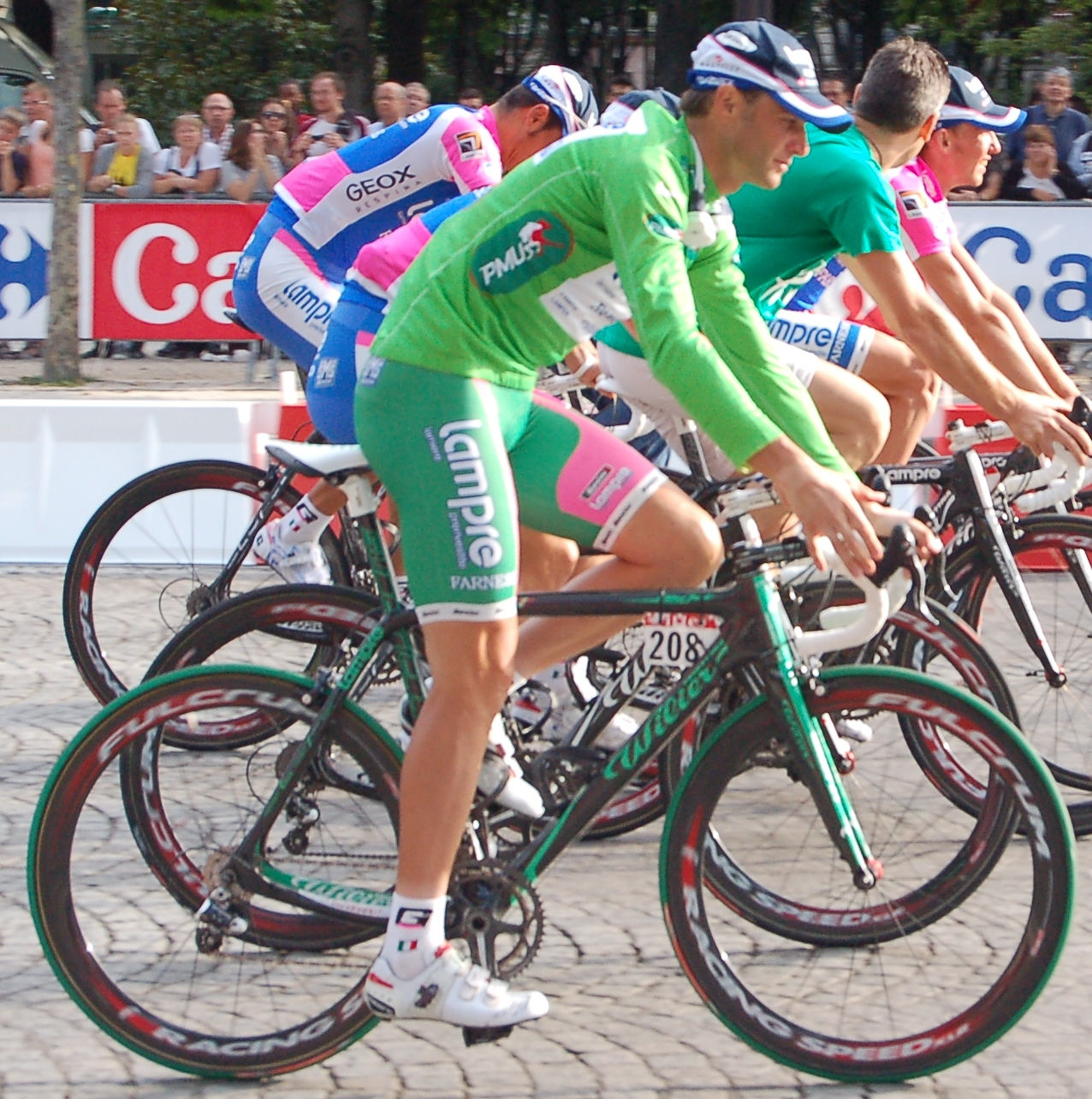
Alessandro Petacchi gewinnt die Punktewertung der Tour de France

Zu Beginn der Saison 2010 herrschte Unklarheit über die UCI ProTeam Lizenz der Mannschaft, die nun unter dem Namen Lampre-Farnese Vini an den Start ging. Zunächst durfte das Team dennoch bei den Rennen der höchsten Serie an den Start gehen, ehe sie mit 1. April offiziell die Lizenz erhielt. Nach den prominenten Abgängen, verstärkte sich die Mannschaft mit dem Sprinter Alessandro Petacchi, der in den vorangegangenen Jahren zahlreiche Grand Tour-Etappen gewonnen hatte. Zudem kehrte Gilberto Simoni für seine letzte Saison zur Lampre-Farnese Vini Mannschaft zurück, die er nach dem Giro d’Italia vorzeitig beendete. Ein weiterer bekannter Neuzugang war der damals 20-jährige Diego Ulissi. Der mittlerweile 28-jährige Damiano Cunego konnte weder beim Giro d’Italia, noch bei der Tour de France eine Top-10-Platzierung erringen und blieb erstmals in seiner Zeit bei Lampre ohne Saisonsieg. Dafür konnte Alessandro Petacchi zwei Etappen der Tour de France für sich entscheiden und setzte sich zudem in der Punktewertung durch. Für ein weiters Saisonhighlight sorgte der Slowenen Simon Špilak, der die Gesamtwertung der Tour de Romandie gewann.
Bereits im April des Jahres 2010 wurden laufende Ermittlungen der Staatsanwaltschaft von Mantua bekanntgegeben, die sich mit dem Vorwurf des systematischen Dopings in der Lampre-Mannschaft in den Jahren 2008 und 2009 befasste. Die Untersuchung endete mit 32 Anklageschriften, die gegen mehrere Teammitglieder verfasst wurden. Giuseppe Saronni verblieb dennoch an der Spitze der Mannschaft, ehe er im Jahr 2015 von den gegen ihn gerichteten Vorwürfen freigesprochen wurde.

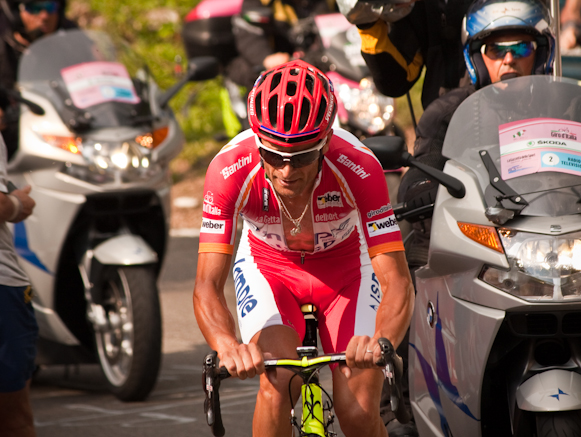
Michele Scarponi wird zum Sieger des Giro d’Italia 2011 erklärt und sorgt so für den ersten Grand-Tour-Sieg

Im Jahr 2011 sicherte sich die Mannschaft mit dem ukrainischen Stahlherstellers ISD einen neuen Co-Sponsor und ging für die nächsten zwei Jahre unter dem Namen Lampre-ISD an den Start. Der Einfluss des neuen Sponsors zeigte sich auch in den Neuverpflichtungen, wobei gleich vier ukrainische Fahrer zum Team hinzukamen. Der namhafteste Transfer war jedoch der 31-jährige Italiener Michele Scarponi, der die Mannschaft neben Damiano Cunego bei den Grand Tours anführen sollte. Die UCI ProTour war unterdessen in die UCI WorldTour umgewandelt worden, wobei die italienische Mannschaft weiterhin ein Teil der höchsten Rennserie blieb. Bereits im Frühjahr zeigte Michele Scarponi bei der Katalonien-Rundfahrt auf, als er hinter Alberto Contador den zweiten Gesamtrang belegte. Auch beim Giro d’Italia musste er sich nur dem Spanier geschlagen geben, der jedoch im Nachhinein disqualifiziert wurde, sodass Scarponi beide Rundfahrt-Siege zugesprochen bekam und so für den ersten GrandTour-Sieg der Mannschaft sorgte. Alessandro Petacchi und Diego Ulissi sorgten für Etappensieg beim Giro d’Italia, ehe Francesco Gavazzi eine Etappe der Vuelta a España für sich entschied. Der Slowene Grega Bole triumphierte am Ende der Saison beim GP Ouest France-Plouay und sorgte somit für einen weiteren Sieg bei einem Rennen der UCI WorldTour. Weiters fuhr Damiano Cunego mit dem sechsten Gesamtrang erstmals in die Top 10 der Tour de France.
Nach den Erfolgen der vorangegangenen Saison gingen Michele Scarponi und Damiano Cunego als Co-Leader beim Giro d’Italia an den Start, wo sie die Plätze vier und sechs belegten. Mit nur fünf Saisonsiegen, durch Diego Ulissi und dem im August als Stagiaire hinzugekommenen Mattia Cattaneo, fuhr die Lampre-ISD Mannschaft in jenem Jahr die wenigsten Erfolge in ihrer Geschichte ein. Zudem konnte sie kein einziges Rennen der UCI WorldTour für sich entscheiden und war nur in ihrem Heimatland Italien erfolgreich.

### Lampre-Merida (2013–2016)

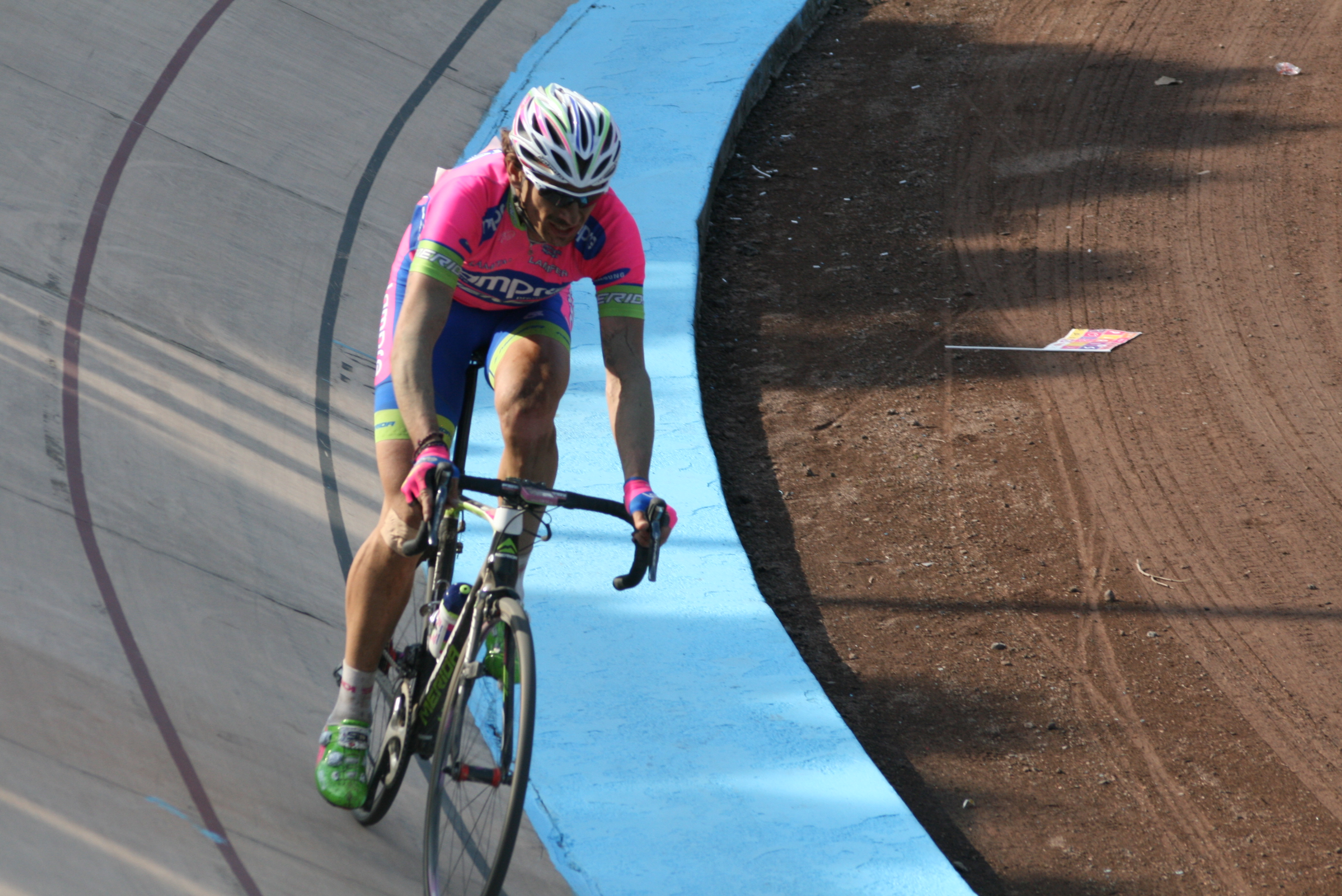
Filippo Pozzato bei Paris–Roubaix

Im Vorfeld der Saison 2013 konnte die italienische Mannschaft mit dem taiwanischen Radhersteller Merida einen finanzstarken Co-Sponsor lukrieren, der ISD ersetzte. Der Wechsel zu Merida hatte den Ausstieg des Traditionsherstellers Willier zur folgen, der jedoch auf seinen bis Ende 2013 gültigen Vertrag pochte. Nach einer schwachen Saison sicherte sich die Lampre-Merida Mannschaft die Dienste des 31-jährigen Filippo Pozzato, der im Jahr 2009 Mailand–Sanremo gewonnen hatte. Bei den Grand Tours hielt das Team an ihren erfahrenen Kapitänen Michele Scarponi und Damiano Cunego fest, wobei Ersterer den Giro d’Italia als Vierter beendete. Diego Ulissi gewann mit Mailand–Turin und dem Giro dell’Emilia zwei größere italienische Eintagesrennen. Zudem sorgte er mit einem Etappensieg bei der Polen-Rundfahrt für einen von zwei Erfolgen in der UCI WorldTour. Den zweiten Sieg steuerte Filippo Pozzato bei, als er den GP Ouest France-Plouay im Sprint aus einer großen Gruppe für sich entschied.

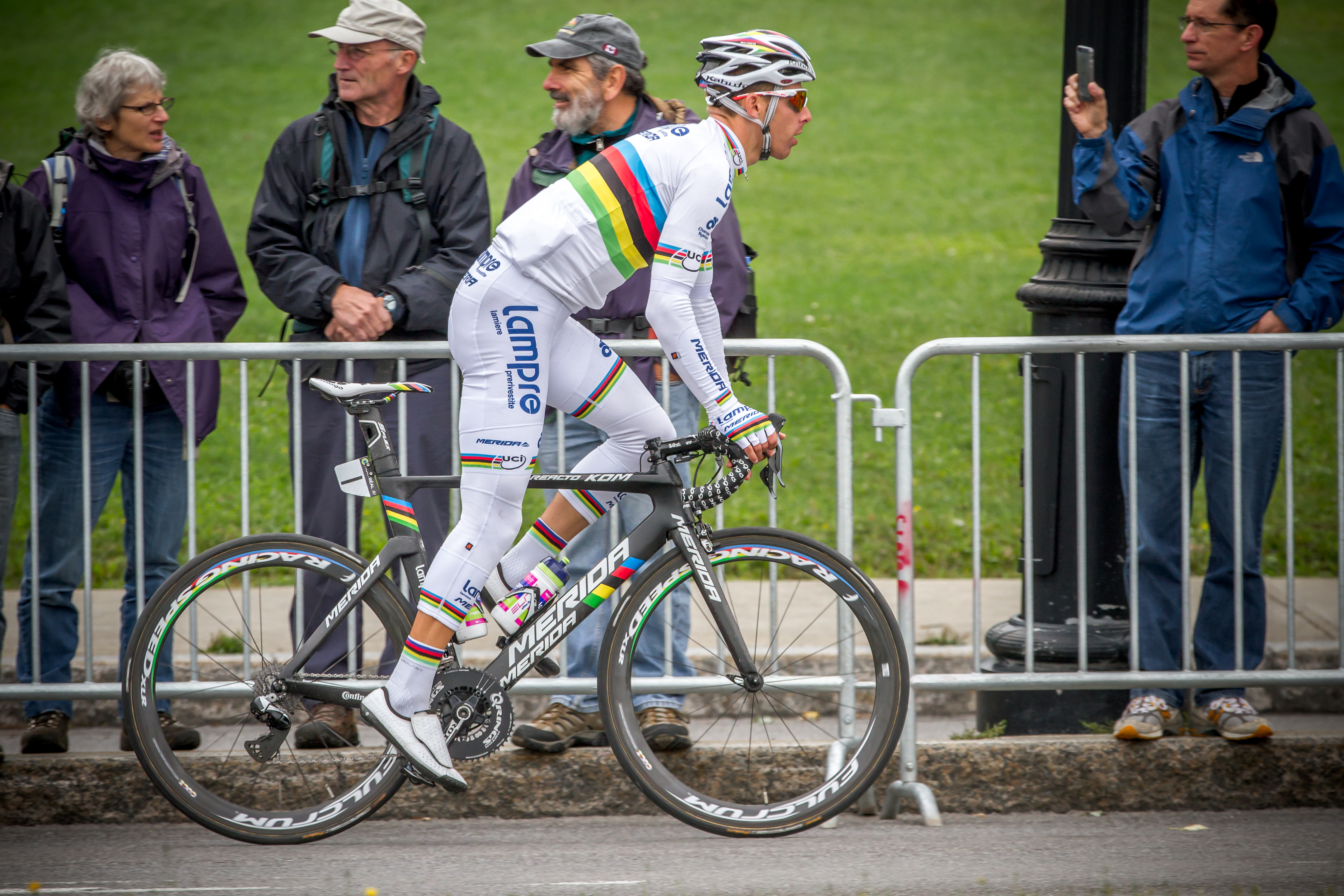
Rui Costa im Regenbogentrikot beim Grand Prix Cycliste de Montréal

Für die Saison 2014 übernahm der Südafrikaner Brent Copeland die Rolle des Team-Managers, während sich Giuseppe Saronni auf das Management von Geldgebern, Sponsoren und Partnern konzentrierte. Mit dem Portugiesen Rui Costa sicherte sich die Mannschaft die Dienste des Straßenradweltmeisters, während Michele Scarponi und Alessandro Petacchi die Mannschaft verließen. Mit Christopher Horner holte man den Sieger der Vuelta a España 2013, der zu diesem Zeitpunkt jedoch bereits 42 Jahre alt war. Im Sprint setzte man nun auf die Neuzugänge Sacha Modolo und Niccolò Bonifazio, die gemeinsam 13 Etappensiege bei großteils kleineren Rundfahrten verbuchen konnten. Rui Costa gewann die Tour de Suisse und wurde Zweiter bei Paris–Nizza, ehe er am Ende der Saison als Dritter auf dem Podium der Lombardei-Rundfahrt stand. Diego Ulissi gewann zwei Etappen beim Giro d’Italia, ehe Winner Anacona und Przemysław Niemiec für weitere Grand Tour-Etappensiege bei der Vuelta a España sorgten. Der zwischenzeitlich 32-jährige Damiano Cunego konnte bei den Grand Tours keine Akzente setzen und verließ die Mannschaft mit dem Ende der Saison. Auch Christopher Horner konnte nicht an seine Leitungen aus dem Vorjahr anschließen und wechselte zu einem UCI Continental Team.

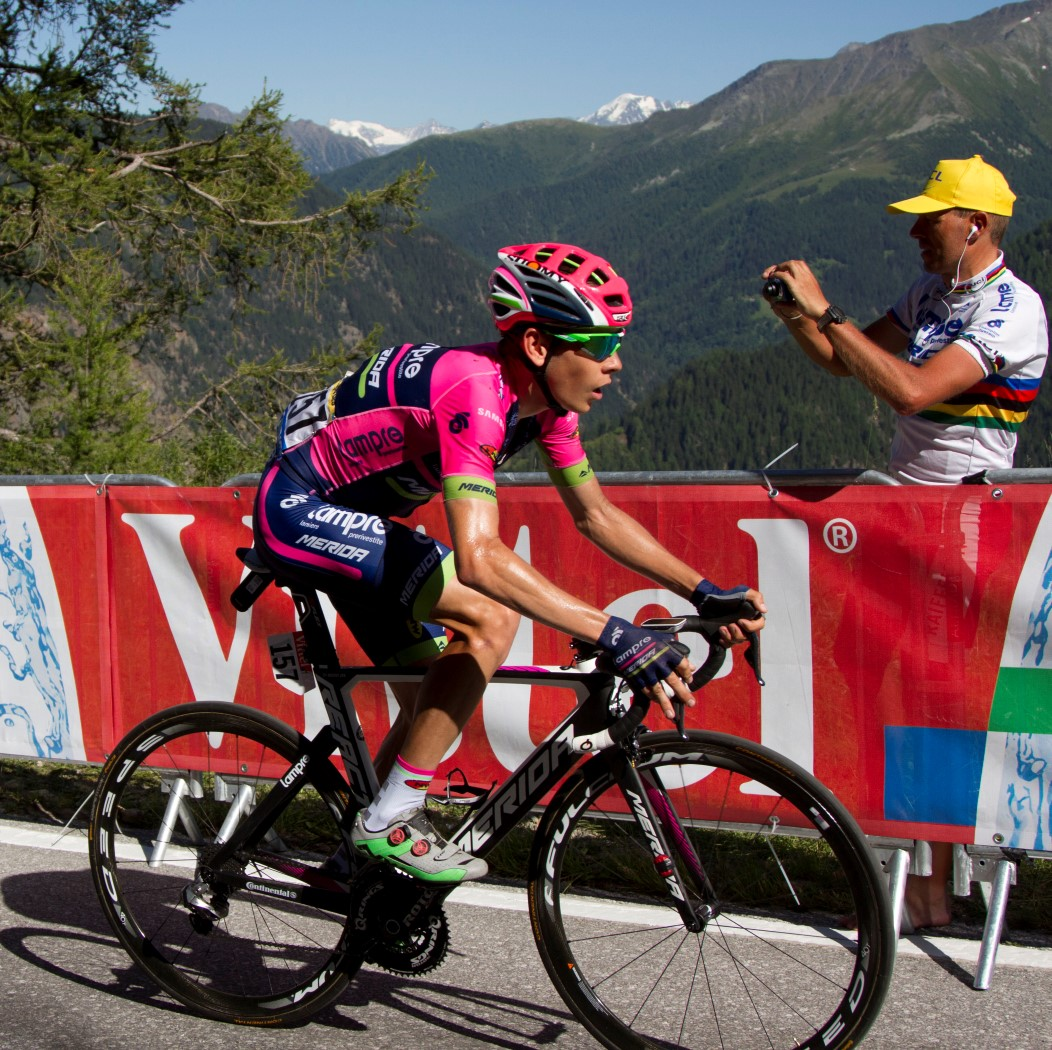
Louis Meintjes fährt im Jahr 2016 in die Top 10 der Tour de France

Nachdem Merida seinen Vertrag um zwei Jahre verlängert hatte, war die Zukunft der Mannschaft zunächst gesichert. Da sie jedoch keinen Gesamtklassement-Fahrer in ihren Reihen hatte, konzentrierte sie sich vorrangig auf Etappensieg und Eintagesrennen. Rui Costa konnte zwar mehrere Top Resultate einfahren, gewann im Jahr 2015 jedoch kein Rennen. Für den Saisonhöhepunkt sorgte der Spanier Rubén Plaza, der die 16. Etappe der Tour de France aus der Ausreißergruppe für sich entschied und der Mannschaft so ihren ersten Etappensieg bei der Grand Boucle seit fünf Jahren sicherte. Weiters waren Jan Polanc, Diego Ulissi und Sacha Modolo beim Giro d’Italia erfolgreich, ehe Nélson Oliveira und erneut Rubén Plaza eine Etappe der Vuelta a España gewinnen konnten. Am Ende der Saison bestritt der erst 19-jährige Filippo Ganna als Stagiaire seine ersten Profi-Rennen für die italienische Mannschaft, wobei er im Anschluss zum Nachwuchsteam Colpack wechselte.
Mit Matej Mohoric, dem U23 Weltmeister des Jahres 2013, und dem Südafrikaner Louis Meintjes verstärkte sich das Team Lampre-Merida im Jahr 2016 mit zwei talentierten Nachwuchsfahrern. Letzterer ging bei der Tour de France an den Start, wo er den achten Gesamtrang belegte und hinter Adam Yates Zweiter der Nachwuchswertung wurde. Diego Ulissi konnte erneut zwei Etappen des Giro d’Italia gewinnen und Jan Polanc steuerte einen Etappensieg bei der Vuelta a España bei. Rui Costa blieb erneut sieglos, wobei er als Dritter auf dem Podium von Lüttich–Bastogne–Lüttich stand.

### Verhandlungen mit TJ Sport Society
Gegen Ende der Saison 2016 gab Giuseppe Saronni bekannt, dass sich das unter einer italienischen Lizenz fahrende Team in China nach neuen Geldgebern umgesehen hatte. Als Grund gab er an, dass es in Italien keine finanzstarken Sponsoren gäbe, die das Team längerfristig unterstützen konnten. Zu diesem Zeitpunkt war der Lizenzträger der Mannschaft bereits die CGS Cycling Team AG, die ihren Sitz in der Schweiz hatte. Saronni stellte einen Vertrag mit TJ Sport Society in Aussicht, die als eigens gegründeter Fonds Geld eintreiben sollte. Die CGS Cycling Team AG sollte weiterhin Träger der UCI-WorldTeam-Lizenz bleiben, wobei die neue Mannschaft unter chinesischer Flagge an den Start der Saison 2017 gehen würde. Nach nur 20 Tagen betrug das Budget der neuen Mannschaft bereits 120 Millionen Euro, wobei sich mehrere chinesische Firmen als Hauptsponsor anboten. Eine entscheidende Rolle im Kontaktaufbau spielte der ehemalige Radsportler und spätere Teamchef Mauro Gianetti, der gut Kontakte in China aufgebaut hatte. Neben Giuseppe Saronni und Orlando Govi, dem Präsidenten der CGS Cycling Team AG, fungierte er als Projektkoordinator. Weiters wurde am 2. September bekanntgegeben, dass Colnago Merida als Radausstatter ersetzen würde. Aufgrund einer Krebserkrankung des Präsidenten von TJ Sport Society, Li Zhiqiang, scheiterte die Übernahme des Teams jedoch.

### UAE Team Emirates (2017–2024)

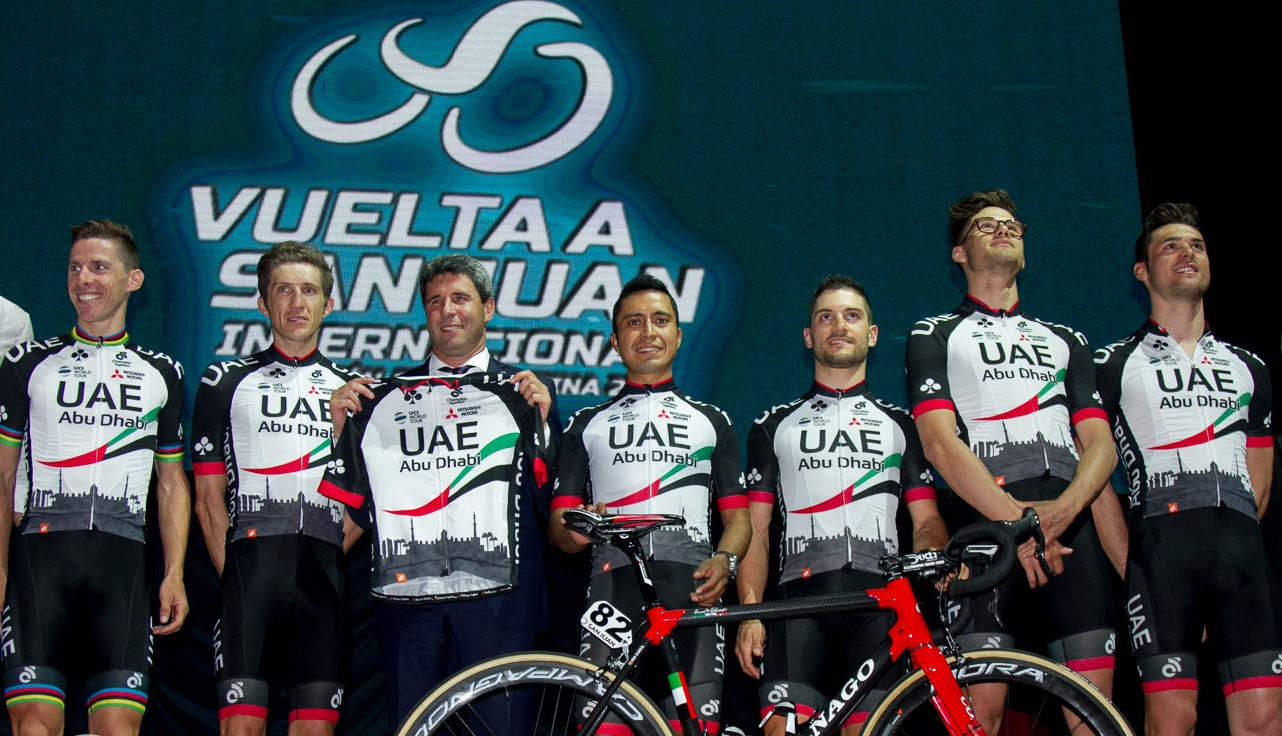
Seit 2017 startet die Mannschaft als UAE Team Emirates

Auf der Suche nach neuen Geldgebern wandte Mauro Giannetti seinen Blick auf den Nahen Osten, wo er sich im November am Rande des Formel 1 Grand Prix von Abu Dhabi mit dem Bauunternehmer Matar Suhail Al Yabhouni Al Dhaheri traf. Nach nur zwei Tagen wurde der Grundstein der neuformierten Mannschaft gelegt, die zunächst unter dem Namen UAE Abu Dhabi die Lizenz eines UCI WorldTeams erhielt. Nach den ersten Rennen wurde im Vorfeld der Abu Dhabi Tour mit der Fluglinie Emirates ein finanzkräftiger Sponsor präsentiert. Für die ersten Siege der Mannschaft, die nun unter der Flagge der Vereinigten Arabischen Emirate fuhr, sorgte Rui Costa, der zunächst eine Etappe der Vuelta a San Juan gewann, ehe er die Gesamtwertung der Abu Dhabi Tour und somit eine Rundfahrt der UCI WorldTour für sich entschied. Im Anschluss konnte das durch Jan Polanc und Matej Mohorič jeweils eine Etappe des Giro d’Italia bzw. der Vuelta a España für sich entscheiden. Louis Meintjes wurde erneut Achter der Tour de France, ehe Diego Ulissi mit dem Grand Prix Cycliste de Montréal bei einem Eintagesrennen der UCI WorldTour erfolgreich war.

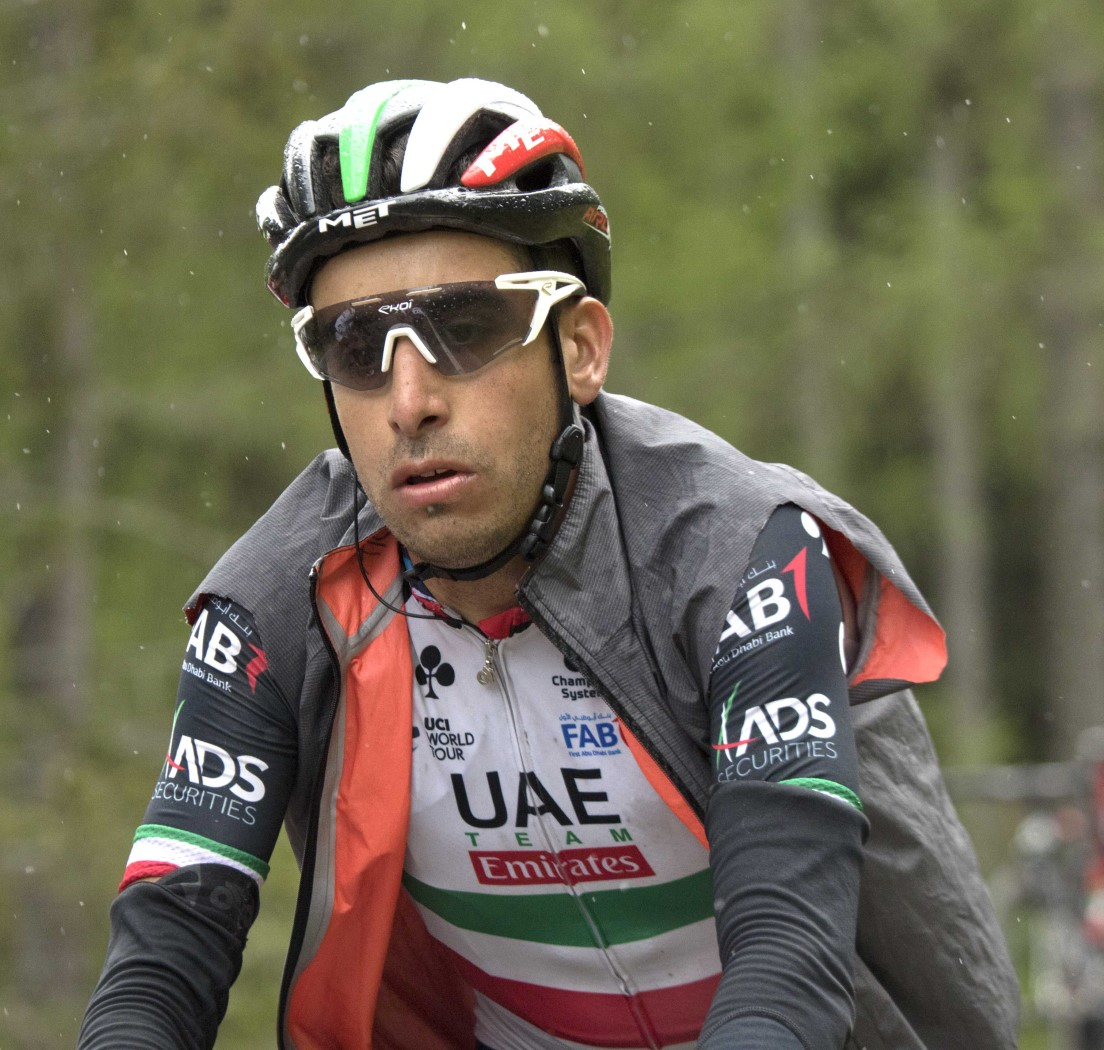
Fabio Aru beim Giro d’Italia 2018

Im Vorfeld der Saison 2018 verließen Louis Meintjes, Matej Mohorič und Sacha Modolo das UAE Team Emirates. Die Mannschaft verstärkte sich jedoch mit dem italienischen Gesamtklassement-Fahrer Fabio Aru, der im Jahr 2015 die Vuelta a España gewonnen hatte. Zudem sicherte sich die Mannschaft die Dienste von Daniel Martin und Alexander Kristoff, der als Sprinter und Klassiker-Spezialist Mailand–Sanremo und die Flandern-Rundfahrt für sich entschieden hatte. Die Neuzugänge blieben jedoch zunächst hinter den Erwartungen zurück. Alexander Kristoff verpasste als Vierter das Podium von Mailand–Sanremo und konnte im Anschluss weder bei der Flandern-Rundfahrt noch bei Paris–Roubaix überzeugen. Fabio Aru konnte beim Giro d’Italia nicht mit den besten Fahrern mithalten und gab die Rundfahrt auf dem 27. Platz liegend auf. Auch bei der Vuelta a España, die er am Ende der Saison bestritt, konnte der nicht an seine früheren Leistungen anschließen. Bei der Tour de France sorgten Daniel Martin und Alexander Kristoff für zwei Etappensiege, wobei ersterer den achten Gesamtrang belegte. Am Ende der Saison kam kein weiterer Saisonsieg hinzu, womit das Team schlussendlich nur neun Erfolge einfahren konnte und sich im UCI WorldTeam-Ranking auf dem 12. Rang und somit in der unteren Hälfte wiederfand. Mit dem Ablauf der Saison wechselte Filippo Ganna zu den Ineos Grenadiers, nachdem er zwei Saisonen für das UAE Team Emirates gefahren war, ohne ein Rennen gewonnen zu haben.

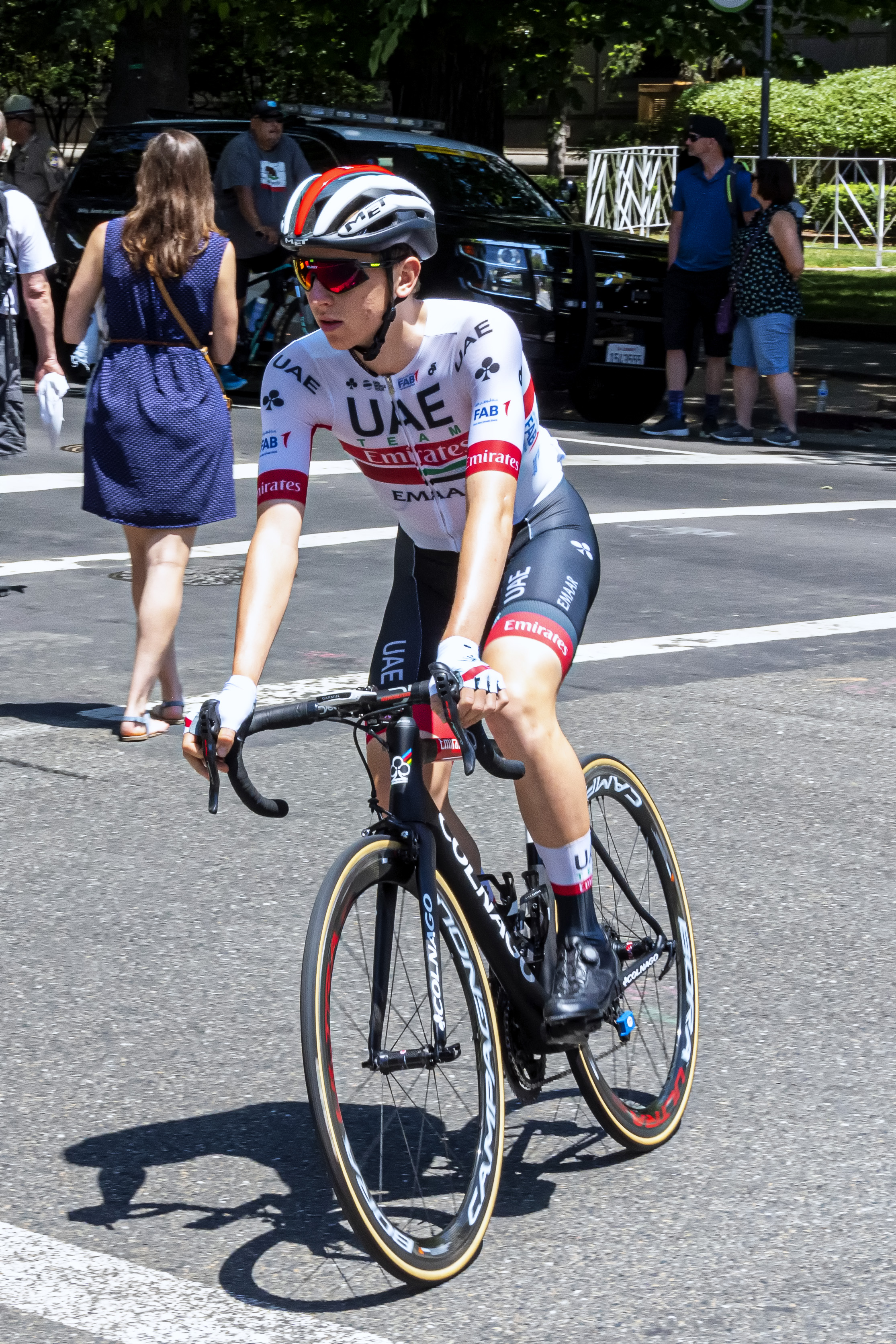
Tadej Pogačar (2019)

Mit der Saison 2019 kam es zu richtungsweisenden Veränderungen im UAE Team Emirates. Nach mehreren Jahren legte Giuseppe Saronni sein Amt als Teamchef nieder, wobei Mauro Gianetti die Mannschaft fortan als CEO leiten würde. Carlo Saronni, der Sohn des ehemaligen Teamchefs, blieb dem UAE Team Emirates als Betriebsleiter erhalten, während Joxeán Fernández Matxín die Rolle des Sportdirektor einnahm. Letzterer hatte in seiner Vergangenheit als Talent-Scout vielen erfolgreichen Fahrern den Weg in die UCI WorldTour bereitet. Mit Fernando Gaviria sicherte sich die Mannschaft die Dienste eines Top-Sprinters. Der bekannteste Neuzugang neben dem Belgier Jasper Philipsen, war der damals 20-jährige Tadej Pogačar, der im Jahr zuvor als erster Slowene die Tour de l’Avenir und somit die größte Nachwuchsrundfahrt gewonnen hatte. Im Frühjahr zeigte Alexander Kristoff mit dem Sieg bei Gent–Wevelgem auf, ehe er als Dritter auf dem Podium der Flandern-Rundfahrt stand. Beim Giro d’Italia wurde die Mannschaft um Fernando Gaviria aufgebaut, der den Sprint der 3. Etappe gewann, die Rundfahrt jedoch frühzeitig verließ. Bei der Tour de France konnten weder Daniel Martin noch Fabio Aru überzeugen, wobei auch Alexander Kristoff einen Etappensieg verpasste. Die Entdeckung der Saison war jedoch der Slowene Tadej Pogačar, der in seinem ersten Jahr als Radprofi acht Erfolge feierte. Bereits im Frühjahr zeigte er mit dem Gesamtsieg bei der Algarve-Rundfahrt auf, ehe er mit der Kalifornien-Rundfahrt ein Etappenrennen der UCI WorldTour für sich entschied. Am Ende der Saison gab er bei der Vuelta a España sein Grand-Tour-Debüt, wobei er anfangs neben Fabio Aru als Co-Leader vorgesehen war. Nach einem Sturz im Mannschaftszeitfahren der ersten Etappe, verloren beide jedoch wertvolle Zeit, ehe sich Tadej Pogačar bei der ersten Bergankunft als einer der stärksten Fahrer erwies und sich in der Gesamtwertung vor seinem italienischen Mannschaftskollegen platzierte. Im weiteren Rennverlauf gewann er zwei Bergankünfte, wobei er sich auf der 13. Etappe gegenüber dem gesamtführenden Primož Roglič durchsetzte. Sein dritter Etappensieg folgte im vorletzten Abschnitt, als er rund 40 Kilometer vor dem Ziel antrat und als Solist mit einem Vorsprung von mehr als eineinhalb Minuten über den Zielstrich fuhr. Zugleich übernahm er die Führung in der Nachwuchswertung und stand tags darauf im Alter von 20 Jahren als Gesamtdritter auf dem Podium in Madrid.

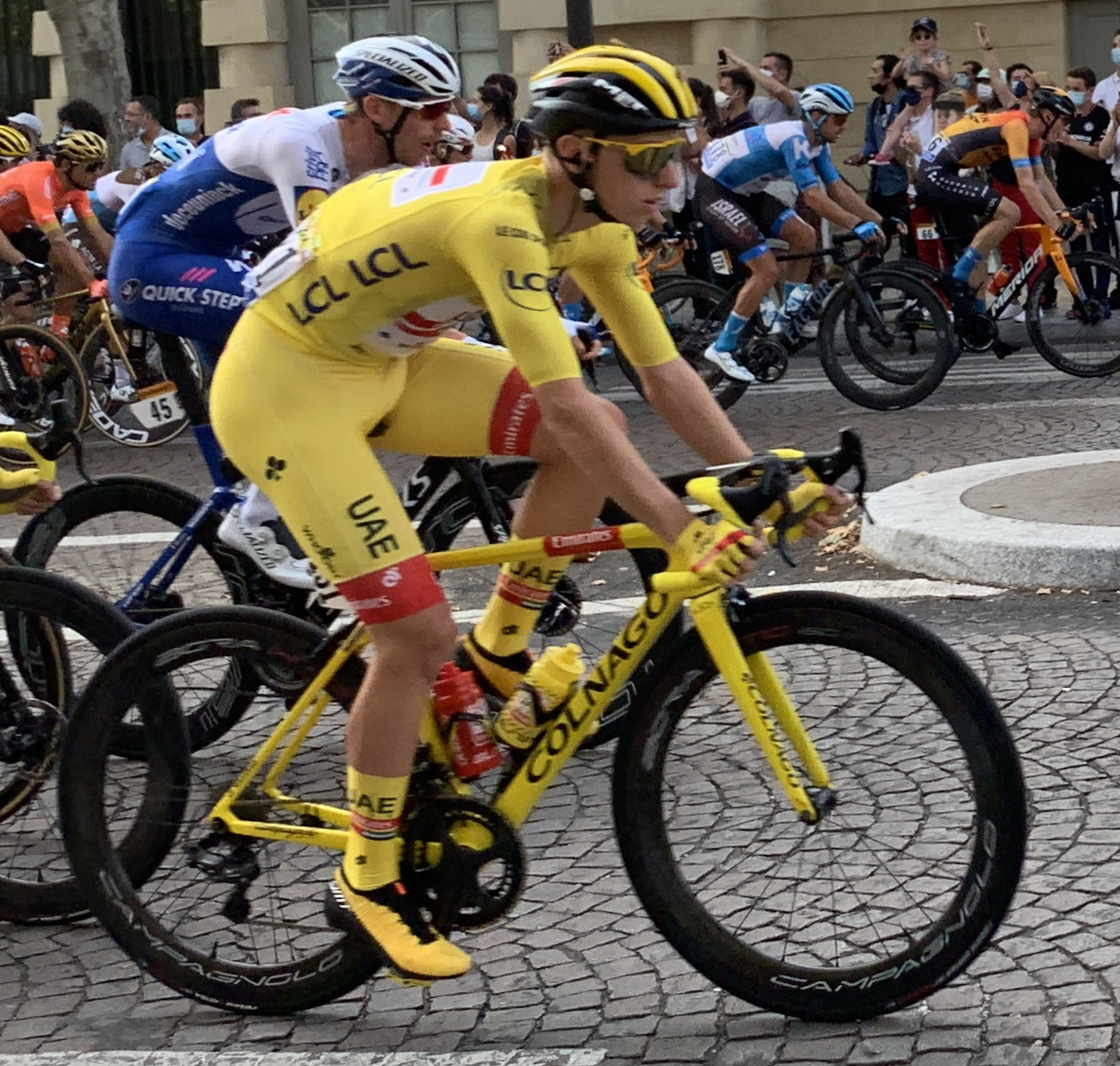
Tadej Pogačar gewinnt die Tour de France im Alter von 21 Jahren bei seinem ersten Antritt

Nach zwei Saisonen verließ Daniel Martin das UAE Team Emirates. Die Mannschaft setzte jedoch weiterhin auf aufstrebende Nachwuchsfahrer und verstärkte sich mit dem US-Amerikaner Brandon McNulty. Auch der Italiener Davide Formolo wurde als wertvoller Helfer ins Team geholt. Noch bevor die COVID-19-Pandemie Ende Februar für zahlreiche Absagen und Terminverschiebungen sorgte, konnte das UAE Team Emirates zehn Etappensieg und einen Rundfahrtsieg einfahren. Am 29. August begann die Tour de France, die nun als erste der drei Grand Tours abgehalten wurde. Alexander Kristoff gewann die 1. Etappe in Nizza, womit die Mannschaft erstmals das Gelbe Trikot in ihren Reihen trug. Auf den nachfolgenden Etappen stellte sich das Team hinter Tadej Pogačar, der sich in den Pyrenäen als einer der stärksten Fahrer erwies und die anspruchsvolle 9. Etappe gewann. Auf der 13. Etappe übernahm der Slowene die Nachwuchswertung, wobei er als einziger Fahrer dem gesamtführenden Primož Roglič folgen konnte. Zwei Tage später setzte er sich in der Bergankunft vom Grand Colombier durch und gewann so eine weitere Etappe. Nach den Alpen-Etappen lag er vor dem entscheidenden Einzelzeitfahren als Gesamtzweiter 57 Sekunden hinter seinem Landsmann zurück. Mit einem weiteren Etappensieg übernahm er am vorletzten Etappentag erstmals das Gelbe Trikot, nachdem auf der Strecke zwischen Lure und der Planche des Belles Filles fast zwei Minuten auf Primož Roglič herausfahren konnte. Tags drauf kürte er sich mit 21 Jahren zum zweitjüngsten Tour-de-France-Sieger der Geschichte. Für einen erfolgreichen Saison-Abschluss sorgten Diego Ulissi und Jasper Philipsen, die für Etappensiege beim Giro d’Italia bzw. Vuelta a España sorgten. Fabio Aru beendete unterdessen seine Karriere, da er nicht an seine früheren Leistungen anschließen konnte.

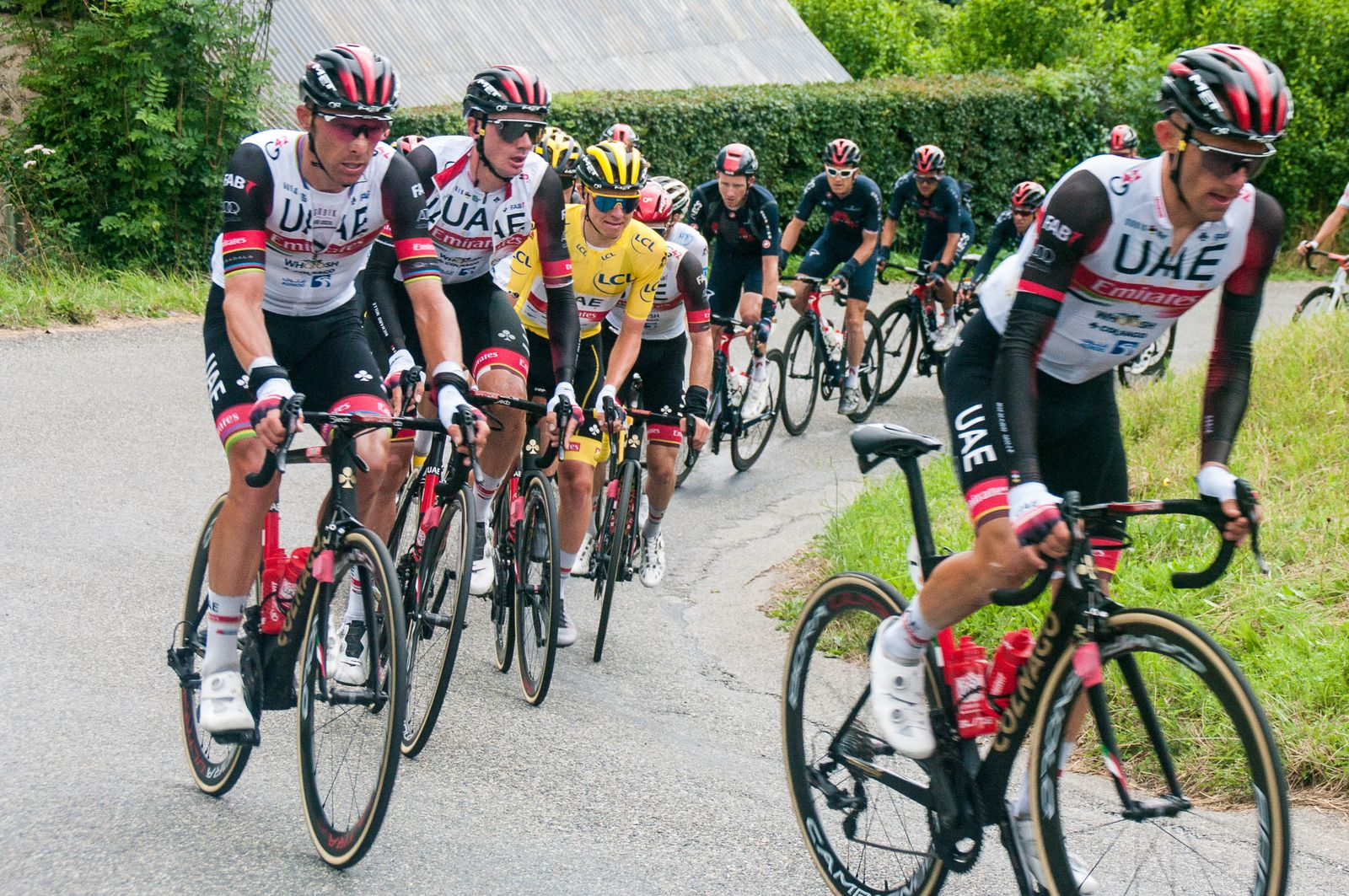
Tadej Pogačar auch die Tour de France 2021

Im Jahr 2021 begann das UAE Team Emirates eine Mannschaft um Tadej Pogačar aufzubauen und holte mit dem Polen Rafał Majka einen Edelhelfer für die anspruchsvollen Bergetappen. Matteo Trentin und Marc Hirschi verstärkten die Klassiker-Fraktion, während der Sprinter Jasper Philipsen die Mannschaft verließ. Nachdem Tadej Pogačar im Frühjahr die UAE Tour und Tirreno–Adriatico für sich entschieden hatte, gewann er mit Lüttich–Bastogne–Lüttich erstmals ein Monument des Radsports. Bei der Tour de France ging er neben Primož Roglič als Top-Favorit an den Start, wobei sein Landsmann die Rundfahrt nach einem Sturz bereits in der ersten Woche aufgab. Insgesamt gewann Tadej Pogačar drei Etappen und trug das Gelbe Trikot für 14 Tage, ehe er seinen zweiten Gesamtsieg mit einem Vorsprung von mehr als fünf Minuten fixierte. Am Ende der Saison gewann er auch die Lombardei-Rundfahrt, womit er das UCI Ranking als erfolgreichster Fahrer anführte.[30] Neben dem eindeutigen Kapitän der Mannschaft sorgten Joseph Dombrowski und Rafał Majka für jeweils einen Etappensieg beim Giro d’Italia bzw. der Vuelta a España. Bereits im Mai nahm das UAE Team Emirates den erst 18-jährigen Juan Ayuso unter Vertrag, der ebenfalls als eines der größten Nachwuchstalente galt.

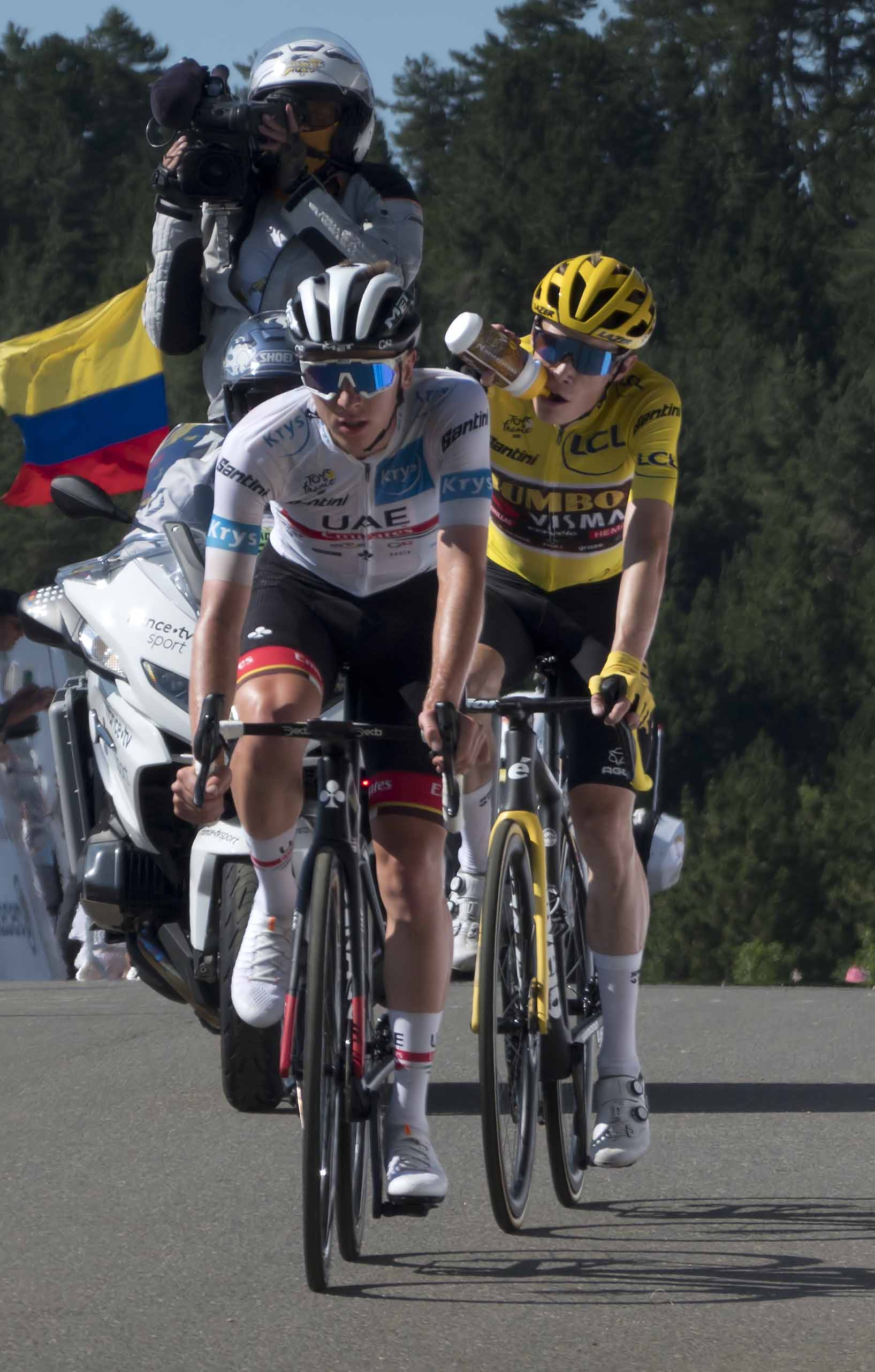
Bei der Tour de France 2022 muss sich Tadej Pogacar dem Dänen Jonas Vingegaard geschlagen geben.

Nach vier Jahren verließ Alexander Kristoff das UAE Team Emirates. Die Mannschaft verstärkte sich mit weiteren Rundfahrt-Spezialisten und sicherte sich die Dienste von João Almeida, Marc Soler und George Bennett. Mit Pascal Ackermann holte sie zudem einen erfahrenen Sprinter. Tadej Pogačar wiederholte seine Siege bei der UAE Tour und Tirreno–Adriatico. Weiters startete der zwischenzeitlich 23-jährige Slowene erstmals bei belgischen Kopfsteinpflaster-Rennen und belegte den vierten Rang bei der Flandern-Rundfahrt, nachdem er sich in den kurzen, aber steilen Kopfsteinpflater-Anstiegen als stärkster Fahrer präsentiert hatte. Zuvor siegte er bei dem Schotterrennen Strade Bianche nach einem Solo von fast 50 Kilometer. Neben dem Slowenen etablierte sich João Almeida rasch als Co-Leader, wobei der erst 23-jährige Portugiese die Mannschaft beim Giro d’Italia anführte. Als Kapitän kämpfte er lange Zeit um einen Podestplatz, ehe er die Italien-Rundfahrt aufgrund einer COVID-19-Infektion in der letzten Woche auf Rang vier liegend aufgeben musste. Alessandro Covi gewann wenige Tage später die Königsetappe der damaligen Italien-Rundfahrt. Bei der Tour de France nahm Tadej Pogačar erneut die uneingeschränkte Leader-Rolle ein, wobei das Team speziell um ihn aufgebaut wurde. Mit einem Etappensieg auf dem 6. Abschnitt übernahm der Slowene das Gelbe Trikot, ehe er auch tags drauf auf der Planche des Belles Filles erfolgreich war. Während Primož Roglič erneut aufgrund eines Sturzes fiel Zeit verloren hatte, etablierte sich dessen Teamkollege Jonas Vingegaard als Pogačars größter Herausforderer. Nachdem das Team Jumbo-Visma den Slowenen auf der 11. Etappe im Anstieg des Col du Galibier isoliert hatte, verlor Tadej Pogačar im Schlussanstieg auf den Col de Granon fast drei Minuten auf den Dänen und musste das Gelbe Trikot abgeben. Auf den nachfolgenden Etappen folgte ein spannender Schlagabtausch, wobei sich Tadej Pogačar schlussendlich mit Rang zwei geschlagen geben musste. Dafür feierte er auf der 17. Etappe einen weiteren Etappensieg. Am Ende der Saison wiederholte Tadej Pogačar seinen Sieg bei der Lombardei-Rundfahrt und war zudem zum auch beim Grand Prix Cycliste de Montréal erfolgreich. In Abwesenheit des Slowenen gingen João Almeida und Juan Ayuso bei der Vuelta a España an den Start. Die beiden fuhren als Doppelspitze, wobei Juan Ayuso die Rundfahrt mit erst 19 Jahren als Dritter auf dem Podest beendete. João Almeida belegte hingegen den fünften Gesamtrang. Ihm wurde jedoch nach der Disqualifikation von Miguel Ángel López der vierte Platz zugesprochen. Die Mannschaftsstärke des UAE Team Emirates zeigte sich auf in jeweils einem Etappensieg durch Marc Soler und Sebastián Molano. Im UCI Ranking musste man sich jedoch dem Team Jumbo-Visma geschlagen geben.

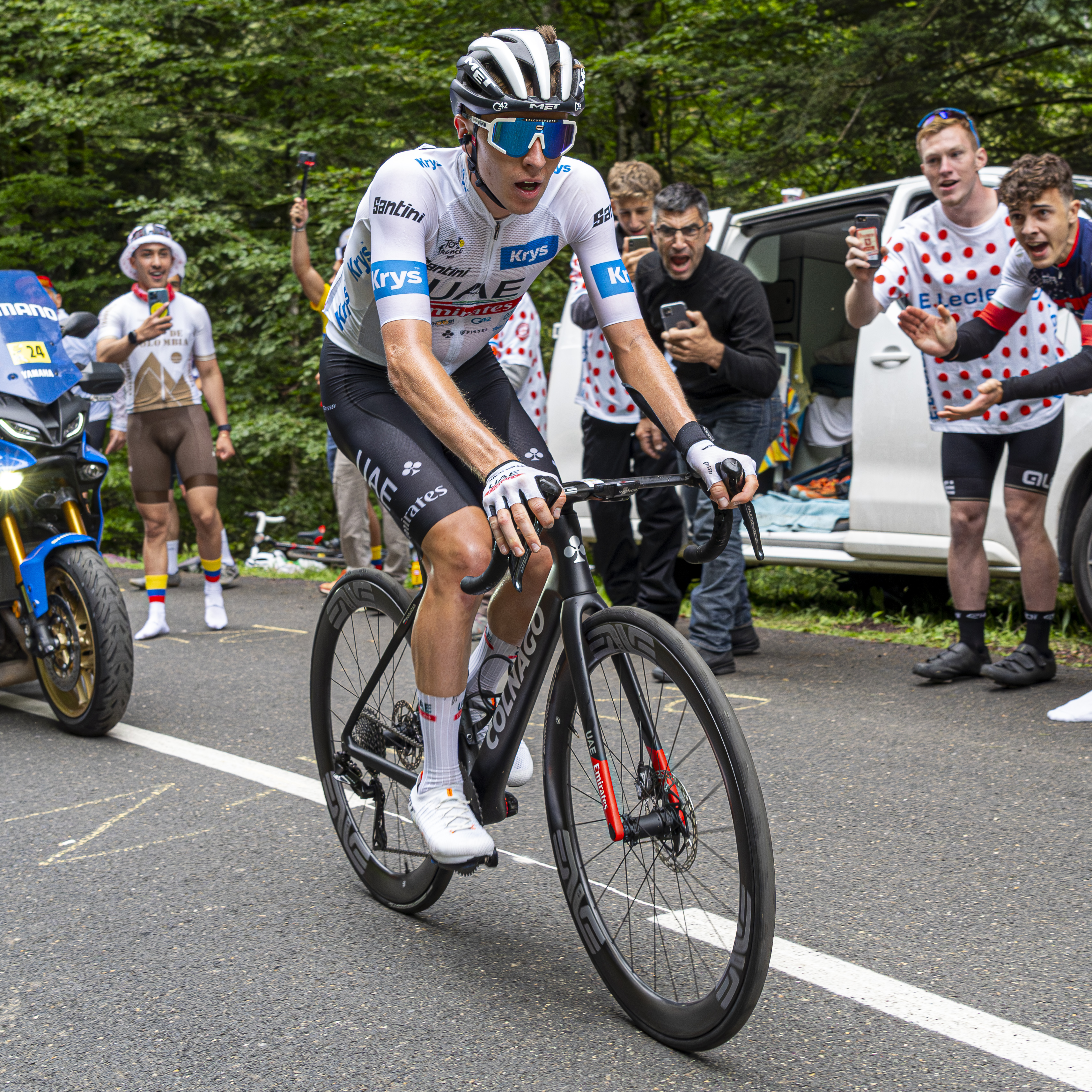
2023 gewinnt Tadej Pogacar die Flandern-Rundfahrt und wird Zweiter der Tour de France

Im Jahr 2023 verstärkte sich das UAE Team Emirates mit Adam Yates, Tim Wellens, Jay Vine, Felix Großschartner und dem jungen Schweizer Jan Christen, während frühere Leistungsträger wie Rui Costa und Fernando Gaviria die Mannschaft verließen. Im Frühjahr gewann Jay Vine die Tour Down Under, ehe Tadej Pogačar bei der Andalusien-Rundfahrt und der Fernfahrt Paris–Nizza dominierte. Nach Rang vier bei Mailand–Sanremo ging der Slowene erneut bei der Flandern-Rundfahrt an den Start, die er diesmal nach einem Solo über 17 Kilometer gewann. Es folgten Siege beim Amstel Gold Race und Flèche Wallonne, ehe Pogačar bei Lüttich–Bastogne–Lüttich zu Sturz kam und vor der Tour de France aufgrund eines Kahnbeinbruchs keine weiteren Rennen bestritt. Bei der Frankreich-Rundfahrt musste sich Tadej Pogačar erneut dem Dänen Jonas Vingegaard geschlagen geben. Die Entscheidung fiel dabei im Einzelzeitfahren der 16. Etappe und auf der nachfolgenden anspruchsvollen 17. Etappe. In Paris stand mit Adam Yates, der in jenem Jahr die Tour de Romandie gewonnen hatte, ein weiterer Fahrer des UAE Team Emirates auf dem Podium. Zudem konnte Tadej Pogačar erneut zwei Tour de France Etappen gewinnen. Beim Giro d’Italia konnten João Almeida, Brandon McNulty und Pascal Ackermann jeweils einen Etappensieg einfahren, wobei Ersterer den dritten Gesamtrang belegte. Bei der Spanien-Rundfahrt verpasste Juan Ayuso als Vierter das Podium, nachdem aufgrund einer Verletzung nur wenige Rennen bestritten hatte. Mit Sebastián Molano konnte das UAE Team Emirates auch hier einen Etappensieg feiern. Für einen versöhnlichen Saisonabschluss sorgte Tadej Pogačar der zum dritten Mal in Folge die Lombardei-Rundfahrt gewann. Mit insgesamt 51 Siegen zählte das UAE Team Emirates zu den erfolgreichsten Mannschaften des Jahres 2023 und führte erstmals in seiner Geschichte das UCI-Team-Ranking an.

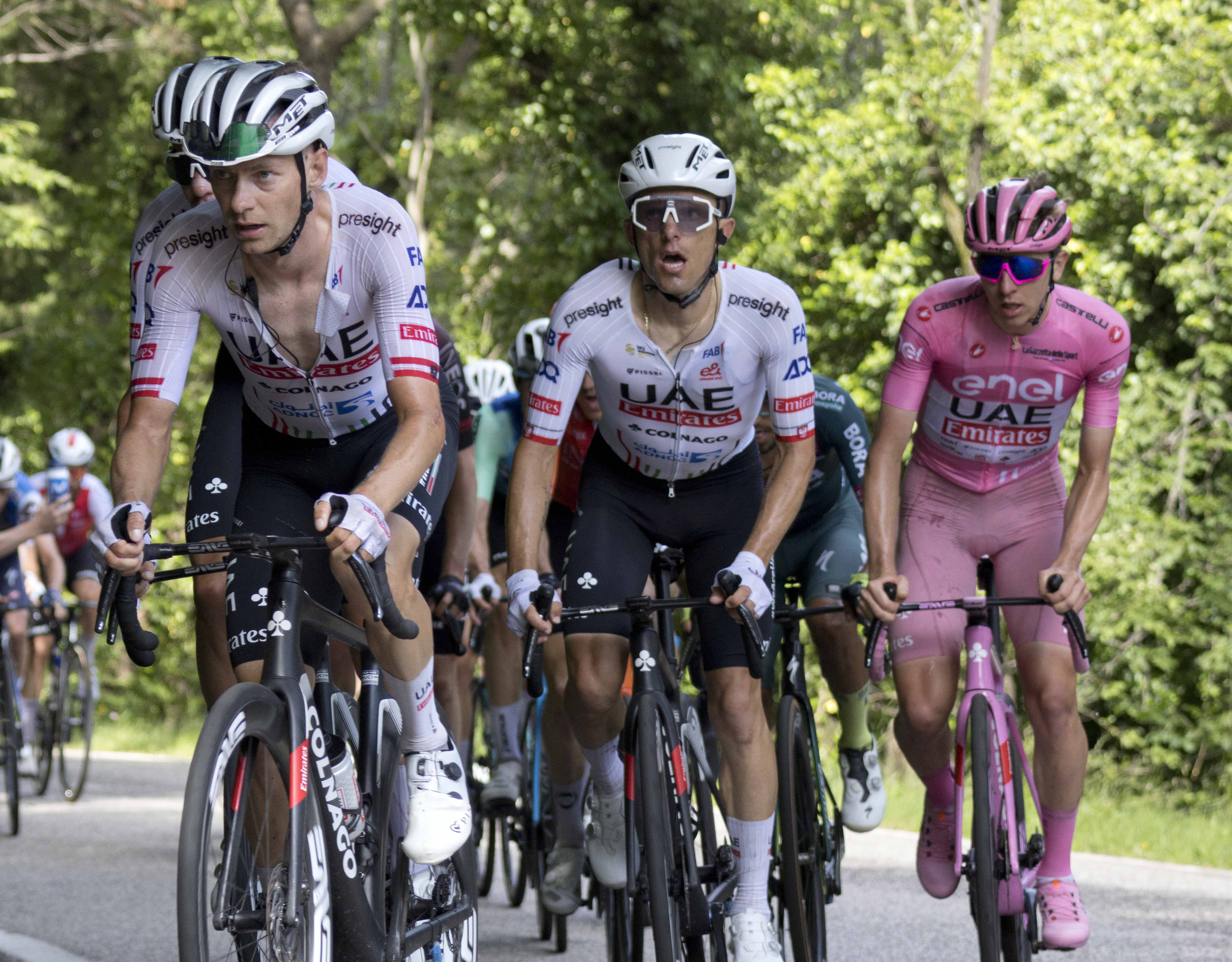
Tadej Pogačar (Maglia Rosa) gewinnt den Giro d’Italia 2024

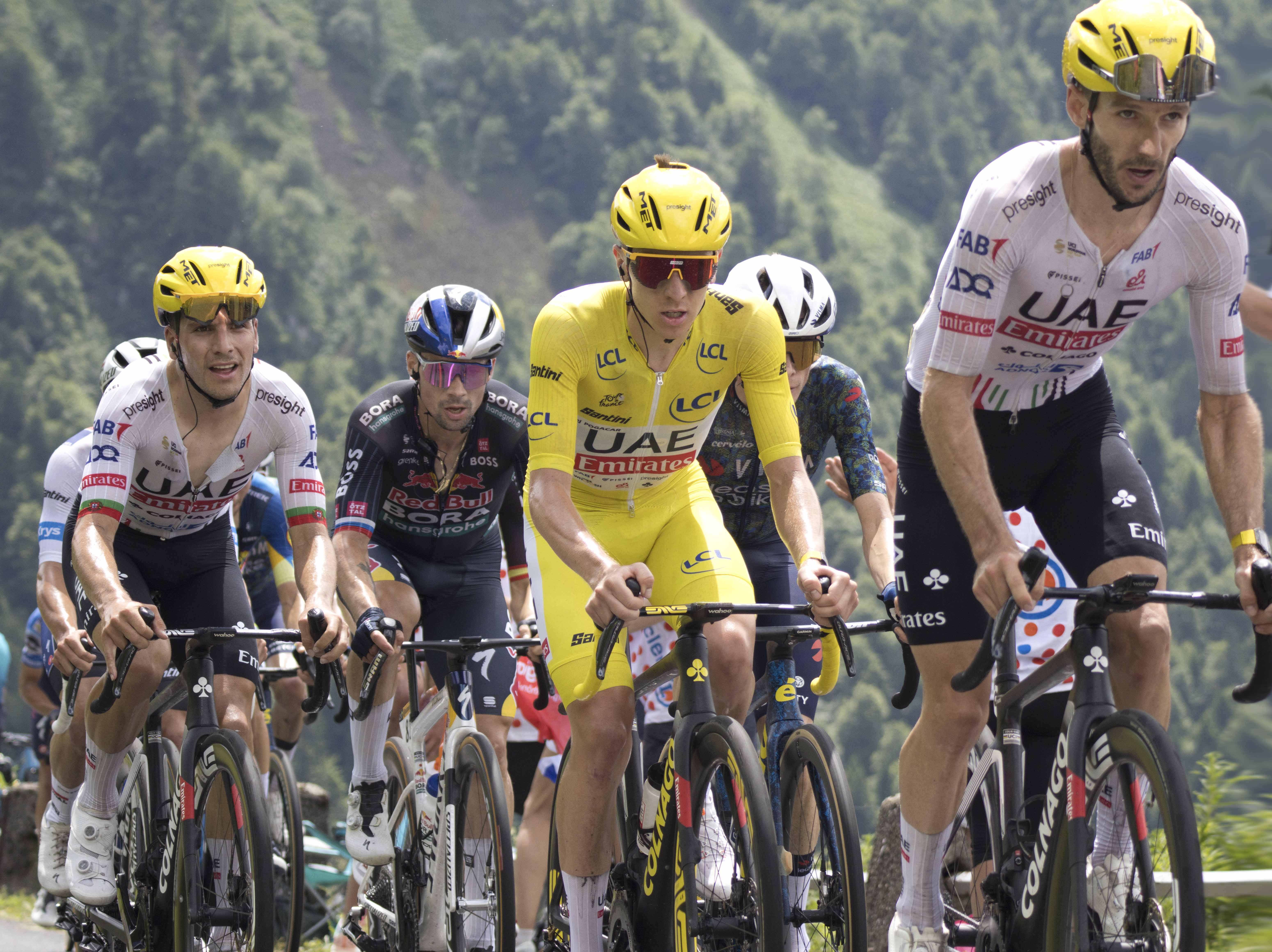
Mit seinem Gesamtsieg bei der Tour de France schafft Tadej Pogačar als achter Fahrer das Double. Später sichert er sich als dritter Fahrer mit dem Weltmeistertitel die Triple Crown

Im Jahr 2024 stieg das UAE Team Emirates zur dominanten Mannschaft im Fahrerfeld auf. Bereits im Dezember des Jahres 2023 gab die Mannschaft bekannt, mit Tadej Pogačar das Double aus Giro d’Italia und Tour de France in Angriff zu nehmen. Zudem verstärkte sich die Mannschaft mit gestandenen Rennfahrern wie Pavel Sivakov und Nils Politt und sicherte sich die Dienste der Nachwuchstalente Isaac Del Toro und António Morgado. Prominente Abgänge waren Matteo Trentin, George Bennett und Pascal Ackermann. Bereits im Frühjahr zeigte Tadej Pogačar mit dominanten Siegen bei der Strade Bianche und der Katalonien-Rundfahrt auf. Nach Platz drei bei Mailand–Sanremo gewann er mit Lüttich–Bastogne–Lüttich ein weiteres Monument des Radsports, ehe er sich auf die beiden Grand Tours vorbereitete. Sowohl beim Giro d’Italia als auch bei der Tour de France präsentierte er sich als Dominator und schaffte als erster Fahrer seit Marco Pantani im Jahr 1998 das Double. Zusätzlich konnte er bei beiden Rundfahrten sechs Etappen für sich entscheiden. Die Mannschaftsstärke des UAE Team Emirates zeigte sich nicht zuletzt in der Gesamtwertung der Tour de France, wo sie mit João Almeida und Adam Yates zwei weitere Fahrer in den Top 10 platzieren konnten. Die beiden hatten im Vorfeld der Frankreich-Rundfahrt die Tour de Suisse dominiert, wobei sie jeweils zwei Bergankünfte gewannen und die ersten beiden Ränge in der Gesamtwertung belegten. Ebenfalls am Start der Tour de France stand der Spanier Juan Ayuso, der im Frühjahr mit der Baskenland-Rundfahrt sein erstes Etappenrennen der UCI WorldTour gewonnen hatte. Der 21-jährige war nach der Hälfte der Rundfahrt ebenfalls in den Top 10 platziert, musste das Rennen jedoch krankheitsbedingt aufgeben. In der zweiten Saisonhälfte war Marc Hirschi bei der Clásica San Sebastián und Bretagne Classic erfolgreich, ehe Adam Yates und João Almeida als Co-Leader zur Vuelta a España entsandt wurden. Zum Auftakt der Spanien-Rundfahrt sorgte Brandon McNulty im Auftaktzeitfahren für einen weiteren Grand Tour-Etappensieg und trug für einen Tag das Rote Trikot. In der ersten Rennwoche konnte Adam Yates jedoch nicht mit den besten Gesamtklassement-Fahrern mithalten und verlor viel Zeit, während João Almeida die dritte Grand Tour des Jahres aufgrund einer COVID-19-Erkrankung verließ. Als bestplatzierter Fahrer belegte Pavel Sivakov schließlich den neunten Gesamtrang, während Adam Yates und Marc Soler weitere Etappensiege beisteuerten. Am Ende der Saison kehrte Tadej Pogačar bei den kanadischen Herbstklassikern ins Renngeschehen zurück und gewann den Grand Prix Cycliste de Montréal, ehe er sich in Zürich zum Straßenradsport-Weltmeister krönte. Nachdem er als erst dritter Fahrer in der Geschichte die Triple Crown (Giro, Tour und WM) schaffte, siegte er im Regenbogentrikot beim Giro dell’Emilia und gewann mit der Lombardei-Rundfahrt auch das letzte Monument der Saison.
Die Überlegenheit des UAE Team Emirates in der Saison 2024 zeigte sich nicht nur in den historischen Erfolgen von Tadej Pogačar, sondern auch in den zahlreichen Siegen seiner Mannschaftskollegen. Insgesamt feierte das Team 81 Saisonsiege, wobei es mit 20 seiner 30 Fahrer erfolgreich war. Die Mannschaft stellte somit einen 24-jährigen Rekord der Mapei-Mannschaft ein, die im Jahr 2000 mit 19 Fahrern 69 Siege gefeiert hatte.

### UAE Team Emirates-XRG (ab 2025)
Mit dem Jahr 2025 ging die Mannschaft unter dem Namen UAE Team Emirates-XRG an den Start, wobei XRG zu dem staatlichen Ölkonzern ADNOC gehört. Bekannte Abgänge waren Marc Hirschi, Finn Fisher-Black und Diego Ulissi, während sich die Mannschaft mit Jhonatan Narváez und dem erst 19-jährigen Nachwuchstalenten Pablo Torres verstärkte. Jhonatan Narváez konnte bei seinem Saison-Debüt mit der Tour Down Under die erste UCI WorldTour-Rundfahrt des Jahres gewinnen.

## Doping
Zwischen den Jahren 2005 und 2014 kam es im Lampre-Team immer wieder zu Dopingfällen, wobei einzelne Fahrer in die Dopingaffären Operazione „Mito“ (2008–2013) und Operation Aderlass (2019–2022) involviert waren. Im Zuge der Mantua Ermittlungen (Operzione „Via col Doping“) bestand erstmals der Verdacht des systematischen Teamdopings, der jedoch aufgrund von mangelnder Beweislage nicht bestätigt wurde.
Den bislang letzten positiven Dopingtest lieferte der Italiener Diego Ulissi, während des Giro d’Italia 2014 ab, als bei ihm das Asthmamittel Salbutamol nachgewiesen wurde. Ulissi erhielt eine neun-monatige Sperre, ehe er seine Karriere bei der Lampre-Mannschaft fortsetzte.
Nach der Neustrukturierung mit dem neuen Namen UAE Team Emirates kam es in der Mannschaft zu zwei weiteren Vorfällen. Im Jahr 2019 geriet der Kroate Kristijan Đurasek unter Verdacht in den Doping-Skandal um den deutschen Sportmediziner Mark Schmidt (Operation Aderlass) involviert zu sein. Nach einer Untersuchung wurden ihm Dopingvergehen zwischen 2016 und 2019 nachgewiesen, womit er eine Sperre von vier Jahren erhielt. Während des Giro d’Italia 2019 wurde der Kolumbianer Sebastián Molano aufgrund von „ungewöhnlichen physiologischen Ergebnissen“ aus dem Rennen genommen. Die Testung war dabei teamintern erfolgt. Zwei Monate später kehrte Sabastian Molano ins Renngeschehen zurück.
Seit dem Jahr 2019 befinden sich mit Mauro Gianetti und Joxeán Fernández Matxín zwei Personen an der Spitze des UAE Team Emirates, die einst Führungspositionen in der spanischen Saunier Duval-Prodir Mannschaft einnahmen. Diese stand zwischen 2005 und 2008 im Zentrum zahlreicher Doping-Ermittlungen, wobei mehrere Fahrer positiv auf Leistungssteigernde Substanzen getestet worden waren. Im Jahr 2008 meinte der Tour-de-France-Direktor Christian Prudhomme über Mauro Gianetti: „Der Manager ist ein Mann von schlechtem Ruf.“

### Mantua Ermittlungen (2008–2013)
Im Jahr 2010 berichtete die La Gazzetta dello Sport über Ermittlungen der Staatsanwaltschaft von Mantua, die seit zwei Jahren lief und sich um 35 Personen drehte. Im Zentrum der Untersuchung stand der Apotheker Guido Nigrelli, der in den Jahren 2008 und 2009 verbotene Substanzen an das Lampre-Team weitergegeben haben soll. Beteiligt gewesen sein sollen Manager, Techniker, Sportler und Ärzte. Unter den veröffentlichten Namen befanden sich unter anderen auch der Teammanager Giuseppe Saronni, die Sportdirektoren Maurizio Piovani und Fabrizio Bontempi, sowie die Fahrer Alessandro Ballan, Damiano Cunego, Francesco Gavazzi und Mauro Santambrogio. Im Zuge von Hausdurchsuchungen wurden verschiedene Medikamente beschlagnahmt, wobei bei Lorenzo Bernucci der Blutverdünner Albumin und der Appetitzügler Sibutramin gefunden wurden. Guido Nigrelli stand im Verdacht, EPO und Wachstumshormone an das Lampre-Team weitergegeben zu haben.
Am 8. April des Jahres 2011 wurden die Ermittlungen eingestellt und die ersten Erkenntnisse veröffentlicht. Demnach galt Guido Nigrelli als Kopf eines Dopingnetzwerks, das eng mit der italienischen Straßenradsport-Szene verbunden war. Der Lampre-Teamchef Giuseppe Saronni, sowie seine Mitarbeiter Fabrizio Bontempi, Maurizio Piovani und Fabrizio Della Torre galten als Mittelsmänner, die ihren Fahrern den Kontakt zu Guido Nigrelli vermittelten. Mit Alessandro Ballan, Marco Bandiera, Emanuele Bindi, Marzio Bruseghin, Pietro Caucchioli, Damiano Cunego, Mauro Da Dalto, Francesco Gavazzi, Mirco Lorenzetto, Manuele Mori, Massimiliano Mori, Simone Ponzi, Mauro Santambrogio, Francesco Tomei und Daniele Pietropolli standen 15 Fahrer im Verdacht von Guido Nigrelli behandelt worden zu sein. Gegen die beiden Mannschaftsärzte Andrea Andreazzoli und Carlo Guardascione waren die Ermittlungen bereits zuvor eingestellt worden. Die Ermittler kamen aufgrund von Aussagen zu dem Schluss, dass es im Lampre-Team medizinische Parallelstrukturen gab, die Giuseppe Saronni eingefädelt hatte. Ein Fahrer meinte, dass die Trainingspläne von Guido Nigrelli ohne Doping nicht umsetzbar gewesen sein.
Da die Lampre-Mannschaft aufgrund der Veröffentlichungen im Vorfeld des Giro d’Italia 2011 unter Druck geraten war, bot Giuseppe Saronni an sich vorläufig aus der Mannschaft zurückzuziehen und die Leitung an Roberto Damiani abzugeben, der zu diesem Zeitpunkt jedoch noch für das Team Omega Pharma tätig war. Neben Saronni stand auch Damiano Cunego aufgrund der Anschuldigungen nicht im Aufgebot des Giro d’Italia 2011. Auch Alessandro Ballan und Mauro Santambrogio, die zwischenzeitlich für das BMC Racing Team fuhren, wurden nicht für den Giro d’Italia nominiert. Ersterer war unterdessen vermehrt unter Druck geraten, da er im Vorfeld des Giro d’Italia 2009 eine Bluttransfusion von Fiorenzo Egeo Bonazzi, Guido Nigrellis operativen Arm, erhalten hatte. Nach eigenen Aussagen von Ballan handelte es sich damals um eine Ozon-Infusion, die er aus gesundheitlichen Gründen erhalten hatte. In Bild- und Tonaufnahmen, die von den Ermittlern sichergestellt wurden, zeigte sich jedoch, dass Alessandro Ballan in seiner Zeit beim Lampre-Team mit Guido Nigrelli über die Bestellung und Einnahme von Dopingmitteln sprach. Weiters konnten in den Aufnahmen 16 weitere Sportler identifiziert werden.
Am 28. März 2013 wurden 32 Anklageschriften verfasst, von denen ein Großteil ehemalige und aktive Mitglieder des Lampre-Teams betraf. Die bekanntesten waren Alessandro Ballan, Marco Bandiera, Marzio Bruseghin, Damiano Cunego, Mauro Da Dalto, Manuele Mori, Massimiliano Mori, Daniele Pietropolli, Simone Ponzi und Mauro Santambrogio, sowie der Teamchef Giuseppe Saronni. Im Januar des Jahres 2014 wurde Alessandro Ballan aufgrund der Bluttransfusion vom italienischen Olympischen Komitee (CONI) für zwei Jahre gesperrt. Alle anderen Mitglieder des Lampre-Teams, wie auch der Teamchef Giuseppe Saronni, wurden jedoch mit 19. Dezember 2015 aufgrund von mangelnder Beweislage eines systematischen Mannschaftsdopings freigesprochen. Der Apotheker Guido Nigrelli wurde die Zusammenarbeit mit Profi-Sportlern auf seine gesamte Lebenszeit untersagt, während der Arzt Fiorenzo Egeo Bonazzi eine Zweijahressperre erhielt.

## Platzierungen in UCI-Ranglisten
UCI World Ranking
| World Ranking | World Ranking | World Ranking             | World Ranking |
| Jahr          | Teamwertung   | Einzelwertung             |               |
| ------------- | ------------- | ------------------------- | ------------- |
| 2016          | —             | Diego Ulissi (9. )        |               |
| 2017          | —             | Diego Ulissi (15. )       |               |
| 2018          | —             | Alexander Kristoff (23. ) |               |
| 2019          | 4.            | Alexander Kristoff (8. )  |               |
| 2020          | 3.            | Tadej Pogačar (2. )       |               |
| 2021          | 4.            | Tadej Pogačar (1. )       |               |
| 2022          | 2.            | Tadej Pogačar (1. )       |               |
| 2023          | 1.            | Tadej Pogačar (1. )       |               |
| 2024          | 1.            | Tadej Pogačar (1. )       |               |
|               |               |                           |               |
| Quelle: UCI   |               |                           |               |

UCI ProTour
| Saison | Mannschaftswertung | Fahrerwertung           |
| ------ | ------------------ | ----------------------- |
| 2005   | 16.                | Gilberto Simoni (12.)   |
| 2006   | 4.                 | Alessandro Ballan (6.)  |
| 2007   | 10.                | Damiano Cunego (7.)     |
| 2008   | 17.                | Alessandro Ballan (10.) |

UCI World Calendar
| Saison | Mannschaftswertung | Fahrerwertung             |
| ------ | ------------------ | ------------------------- |
| 2009   | 13.                | Damiano Cunego (12.)      |
| 2010   | 14.                | Alessandro Petacchi (24.) |

UCI World Tour
| Saison | Mannschaftswertung | Fahrerwertung            |
| ------ | ------------------ | ------------------------ |
| 2011   | 7.                 | Michele Scarponi (5.)    |
| 2012   | 14.                | Damiano Cunego (21.)     |
| 2013   | 14.                | Michele Scarponi (16.)   |
| 2014   | 14.                | Rui Costa (4.)           |
| 2015   | 12.                | Rui Costa (9.)           |
| 2016   | 15.                | Rui Costa (19.)          |
| 2017   | 12.                | Diego Ulissi (16.)       |
| 2017   | 12.                | Diego Ulissi (16.)       |
| 2018   | 12.                | Alexander Kristoff (27.) |

## Mannschaft 2025
| Teamkader 2025          | Teamkader 2025     | Teamkader 2025         | Teamkader 2025                     |
| Name                    | Geburtsdatum       | Land                   | Vorheriges Team                    |
| ----------------------- | ------------------ | ---------------------- | ---------------------------------- |
| João Almeida            | 5. August 1998     | Portugal               | Deceuninck-Quick Step (2021)       |
| Igor Arrieta            | 8. Dezember 2002   | Spanien                | Equipo Kern Pharma (2023)          |
| Juan Ayuso              | 16. September 2002 | Spanien                | Colpack-Ballan (2021)              |
| Filippo Baroncini       | 26. August 2000    | Italien                | Lidl-Trek (2023)                   |
| Mikkel Norsgaard Bjerg  | 3. November 1998   | Dänemark               | Hagens Berman Axeon (2019)         |
| Jan Christen            | 26. Juni 2004      | Schweiz                | Hagens Berman Axeon (2023)         |
| Alessandro Covi         | 28. September 1998 | Italien                | Colpack (2019)                     |
| Isaac Del Toro          | 27. November 2003  | Mexiko                 | A.R. Monex Pro Cycling Team (2023) |
| Felix Großschartner     | 23. Dezember 1993  | Österreich             | Bora-Hansgrohe (2022)              |
| Rune Herregodts         | 27. Juli 1998      | Belgien                | Intermarché-Wanty (2024)           |
| Vegard Stake Laengen    | 7. Februar 1989    | Norwegen               | IAM Cycling (2016)                 |
| Rafał Majka             | 12. September 1989 | Polen                  | Bora-Hansgrohe (2020)              |
| Brandon McNulty         | 2. April 1998      | Vereinigte Staaten     | Rally UHC Cycling (2019)           |
| Sebastián Molano        | 4. November 1994   | Kolumbien              | Manzana Postobón (2018)            |
| António Morgado         | 28. Januar 2004    | Portugal               | Hagens Berman Axeon (2023)         |
| Jhonatan Narváez        | 4. März 1997       | Ecuador                | Ineos Grenadiers (2024)            |
| Domen Novak             | 12. Juli 1995      | Slowenien              | Bahrain Victorious (2022)          |
| Ivo Oliveira            | 5. September 1996  | Portugal               | Hagens Berman Axeon (2018)         |
| Rui Oliveira            | 5. September 1996  | Portugal               | Hagens Berman Axeon (2018)         |
| Tadej Pogačar           | 21. September 1998 | Slowenien              | Ljubljana Gusto Xaurum (2018)      |
| Nils Politt             | 6. März 1994       | Deutschland            | Bora-Hansgrohe (2023)              |
| Pavel Sivakov           | 11. Juli 1997      | Frankreich             | Ineos Grenadiers (2023)            |
| Marc Soler              | 22. November 1993  | Spanien                | Movistar Team (2021)               |
| Pablo Torres            | 10. November 2005  | Spanien                | UAE Team Emirates Gen Z (2024)     |
| Florian Vermeersch      | 12. März 1999      | Belgien                | Lotto Dstny (2024)                 |
| Jay Vine                | 16. November 1995  | Australien             | Alpecin-Deceuninck (2022)          |
| Tim Wellens             | 10. Mai 1991       | Belgien                | Lotto-Soudal (2022)                |
| Adam Yates              | 7. August 1992     | Vereinigtes Königreich | Ineos Grenadiers (2022)            |
| Julius Johansen         | 13. September 1999 | Dänemark               | Sabgal-Anicolor (2024)             |
|                         |                    |                        |                                    |
| Quelle: ProCyclingStats |                    |                        |                                    |